# Tickets du métro de Paris de 1900 à 1929
Pour un article plus général, voir Ticket du métro parisien.
Différents tickets du métro de Paris de la période 1900 – 1929 ont été créés comme justificatifs pour les voyages effectués entre l’ouverture de la première ligne du métro, en juillet 1900, par la Compagnie du chemin de fer métropolitain de Paris et la fin de l’exploitation des lignes assurée par la Société du chemin de fer électrique souterrain Nord-Sud de Paris, le 31 décembre 1929.
À l'instar des compagnies de chemin de fer, pour justifier du paiement de son trajet sur le réseau du métro, un voyageur devait produire un document communément désigné par les vocables « Billet » ou « Ticket » de métro appelé ultérieurement titre de transport.

« Le titre de transport remplit des fonctions multiples : il constitue la preuve de l’existence d’un contrat avec le voyageur ; il représente également un moyen de contrôle et de statistique. (...) Le billet de chemin de fer constitue le mode de preuve de la conclusion d’un contrat de transport et l’instrument habituel de cette preuve. Il ne constitue pas en lui-même un contrat, dont il est simplement la représentation. »

— Lionel Wiener, « Les titres de transport. Billets de voyageur », Bulletin de l’association internationale du Congrès des Chemins de fer, Bruxelles-Paris, Dunod,‎ c. 1938, p. 4 – introduction et p. 7 – aspect juridique du titre de transport.
L’aspect des tickets de métro (taille, couleur, police de caractère, libellé du nom des stations, inscriptions relatives au transport [classe, prix, condition de validité], etc.) a évolué au fil du temps. Les modifications sont intervenues progressivement laissant coexister pendant une période de transition des tickets aux aspects différents.
La variété des tickets de métro parisien ne permet pas d’en dresser une liste exhaustive ; le présent article se limite à en présenter l’essentiel.
Il est à noter que le Nord-Sud fait imprimer sur le titre de transport le mot « Billet » lorsque le Métropolitain imprime « Ticket », et le « trajet » sur le Nord-Sud est un « voyage » sur le Métropolitain, hormis sur les billets militaire.

## Introduction
Aux termes de l’article 23 du cahier des charges annexé à la loi du 30 mars 1898 relative au chemin de fer métropolitain de Paris :

« Pour faire face aux charges qui lui sont imposées par la convention et pour s'indemniser des travaux et dépenses qu'il s'engage à faire par le présent cahier des charges, et sous la condition expresse qu'il en remplira toutes les obligations, le concessionnaire est autorisé à percevoir, pendant toute la durée de la concession, les prix suivants, savoir : pour la 1re classe, 25 centimes, et pour la 2e classe, 15 centimes par tête pour le parcours d'un point quelconque à un autre point du chemin de fer métropolitain. Les enfants au-dessous de quatre ans, tenus sur les genoux, seront transportés gratuitement. Il en sera de même des bagages et paquets peu volumineux susceptibles d’être portés sur les genoux sans gêner les voisins et dont le poids n'excédera pas 10 kilogr. »

— Art. 23 modifié du cahier des charges annexé à la loi du 30 mars 1898 déclarant d’utilité publique, à titre d’intérêt local, l’établissement d’un chemin de fer métropolitain dans Paris.
 Cette tarification, en 1898, s’aligne sur celle des omnibus et tramways pour une section dans Paris intra-muros.
Le ticket acheté étant valable pour une quelconque station du réseau, le ticket du métro de Paris est un billet dit passe-partout.

## Généralités au début de l’exploitation
L’achat du ticket s’effectue à un guichet dans une salle située sous la voie publique.

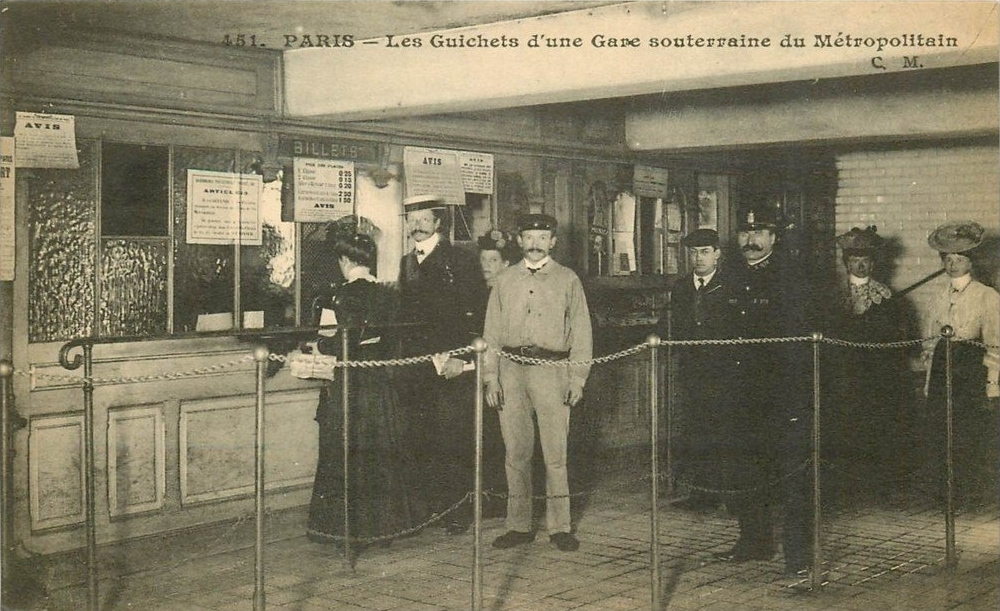
Guichet métro 1900

La vente des tickets au guichet (bureau des recettes) est confiée à une femme (receveuse), agente de la compagnie. À côté du guichet de distribution des tickets se trouve toujours un marchand de journaux qui est tenu de faire gratuitement le change de monnaie car la receveuse ne rend pas la monnaie.

« [La machine émettrice de tickets est placée] à gauche la receveuse, qui n’a qu’à appuyer sur une manivelle [de la machine] pour faire débiter autant de tickets qu’on lui en demande par jour. (…) Si l'on veut imprimer et délivrer plusieurs billets successivement et sans interruption, il suffit de maintenir la manette de manœuvre en position de travail pendant le temps de l'impression de ces billets. C'est, d'ailleurs, ce que l’on voit faire couramment aux receveuses dans les bureaux du Métro ; elles font débiter à l'appareil une certaine quantité de billets de seconde classe, qui sont les plus demandés, ou d'aller et retour avant 9 heures du matin et les gardent devant elles, de façon à les avoir plus facilement à portée de la main, tandis que, pour les billets de première classe, dont le débit est naturellement moins grand, elles les prennent un à un à la machine, au fur et à mesure des demandes des voyageurs. »

— Raoul Jeffry, « D'ingénieuses machines fabriquent les tickets du métro et ceux des chemins de fer », La Science et la vie,‎ avril-mai 1920, p. 449 et 451 (lire en ligne).

« Les billets délivrés dans une station quelconque du Métropolitain permettent de se rendre à une autre station quelconque du réseau, quel que soit le nombre des lignes à emprunter pour effectuer le parcours ; il suit de là que les billets ne portent que le nom de la station d'émission sans aucune indication de la station destinataire  »

— J. Hervieu (bibliographie), colonne 183.
Après l’achat d’un ticket, l’accès au quai est contrôlé par un agent, communément appelé « poinçonneur » car il perfore le ticket au moyen d’une poinçonneuse pour en enlever une « pastille » ronde de 6 mm.
Un second contrôle peut intervenir au cours du trajet perforant le ticket d’une marque spéciale spécifique à chaque ligne.
Arrivé à sa station de destination, le voyageur est invité à jeter son ticket dans un coffre placé dans le couloir de sortie devant l’endroit où se tient le poinçonneur.

## La période 1900 – 1929
À l'ouverture de la ligne no 1 du métro, le jeudi 19 juillet 1900 à 13 heures (200e jour de l’année 1900), sont ouvertes huit stations ; Porte de Vincennes, Place de la Nation, Gare de Lyon, Place de la Bastille, Hôtel de ville, Palais Royal, Champs-Élysées et Porte Maillot. Les autres stations sont ouvertes successivement ; le lundi 6 août (218e jour) : St Paul et Châtelet ; le lundi 13 août (225e jour) : Concorde et Alma ; le lundi 20 août (232e jour) : Reuilly et Louvre ; le lundi 27 août (239e jour) : Tuileries et Marbeuf ; le samedi 1er septembre (244e jour) : Étoile et Obligado.

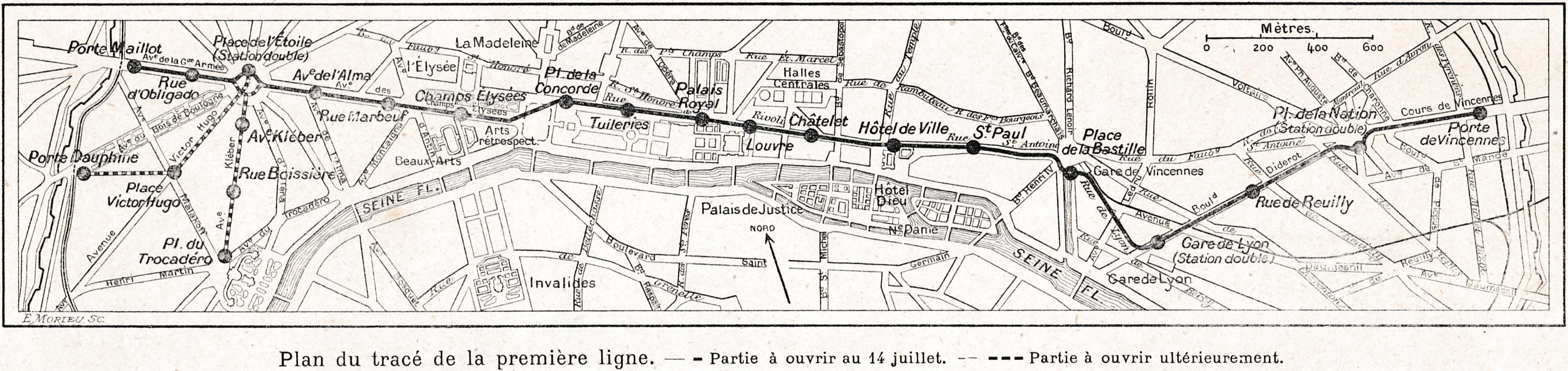
L'Illustration, 14 juillet 1900.

Au premier jour de son ouverture, de 13 heures à 19 heure 30, le métro à délivré 30 000 tickets dont 5 000 de 1re classe.

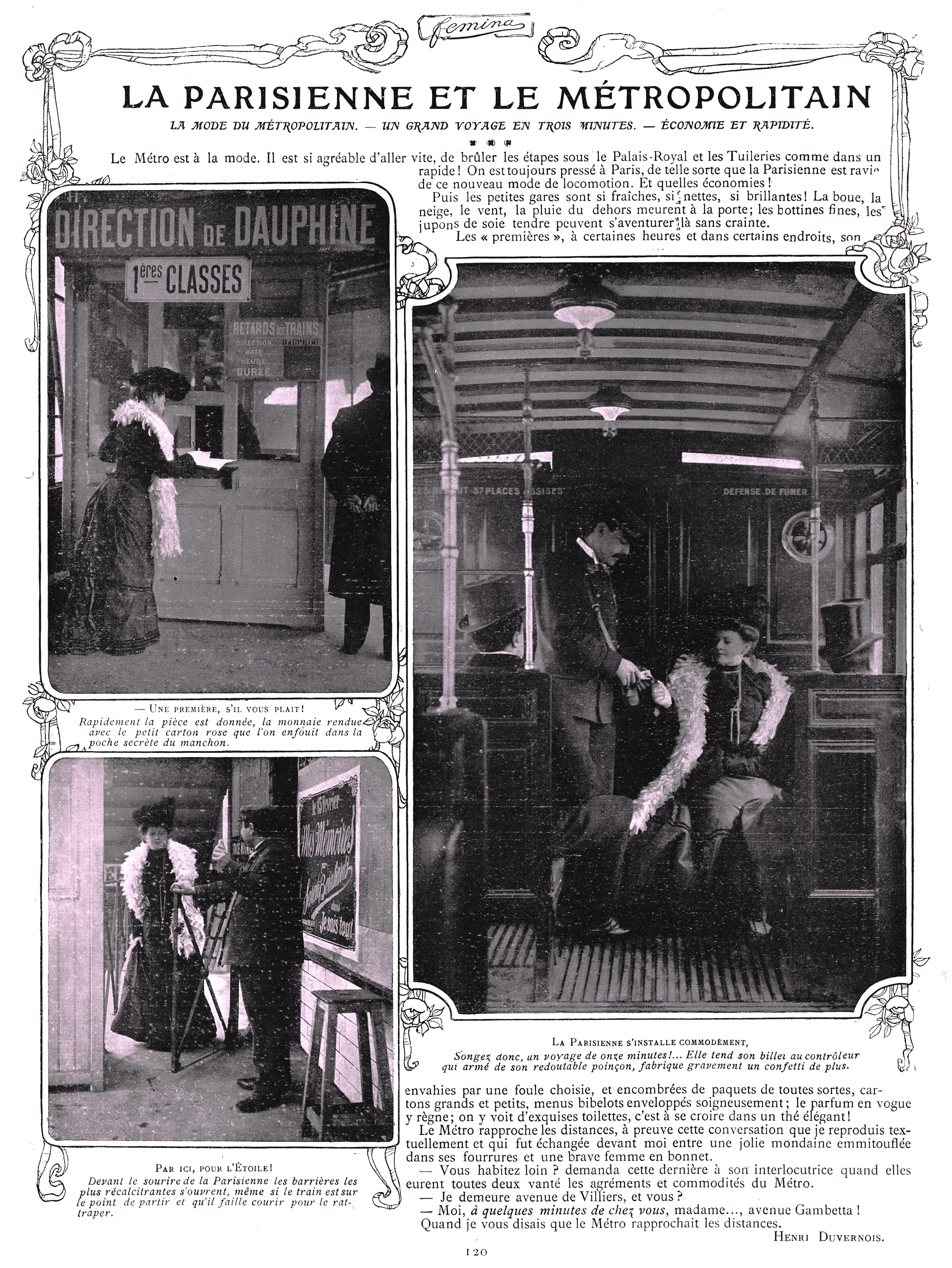
Femina, no 99, 1er mars 1905, p. 120.

«  L’ouverture a eu lieu hier, à une heure de l’après-midi, ainsi que nous l’avons annoncé. Le Métropolitain a transporté environ trente mille voyageurs, dont cinq mille de première classe. On peut dire qu’il a obtenu un vif succès de curiosité. Aujourd’hui, le succès a été plus grand encore. Dès l’ouverture, à 8 heures, les deux wagons de deuxième classe, à 0 fr. 15, et le wagon de première classe, à 0 fr. 25, que comprend chaque train, étaient complets et plus que complets. Au lieu de 31 voyageurs assis et 8 debout qu’ils peuvent normalement recevoir, ils en contenaient généralement une cinquantaine. Beaucoup d’ouvriers ont utilisé les billets d’aller et retour à 20 centimes, délivrés jusqu’à 9 heures du matin. Les voyageurs qui prenaient le Métropolitain pour aller à leurs affaires paraissaient relativement peu nombreux. Pour le moment, la plupart semblaient venus surtout par distraction, pour s’amuser, pour voir fonctionner ce Métropolitain tant attendu, pour savoir ce que c’est. Même beaucoup ont usé du chemin de fer souterrain, parce qu’ils avaient entendu dire que la température était très fraîche et, en effet, elle est fraîche, trop fraîche même ; surtout la transition est trop brusque, on sort d’une étuve pour entrer dans une glacière. Le Métropolitain fonctionne de huit heures du matin à onze heures et demie du soir. Dans quelques jours, il sera ouvert de six heures à deux heures du matin. »

— « Le Métropolitain », Le Petit Troyen,‎ 21 juillet 1900, p. 2 (lire en ligne).

« On peut dire qu’il a obtenu un vif succès de curiosité. Hier matin, à huit heures, le service a repris à la fois à la porte de Vincennes et à la Porte-Maillot, et l’affluence a été telle qu’en plusieurs gares du parcours les trains qui passaient complets ont dû refuser de nouveaux voyageurs. Il n'en sera plus ainsi, d’ailleurs, lorsque, le bloc-système fonctionnant, les trains pourront se suivre à deux minutes d’intervalle au lieu de dix, comme aujourd’hui.  »

— « Le Métropolitain », Le Constitutionnel,‎ 22 juillet 1900, p. 2-3 (lire en ligne).

« Si le public s'extasie sur la rapidité du Métropolitain, il grogne un peu, pourquoi ne pas le dire, contre le système de délivrance des billets, parce que : les guichets ne sont pas assez nombreux ; les guichetiers ne rendent pas de monnaie ; il faut aller changer ses pièces à un guichet spécial, ce qui ne fait que compliquer l'opération. Pourquoi ne pas délivrer à l'avance des billets sans date, par dix ou par vingt, puisqu'il y a un contrôle et un poinçonnage qui prévient toute fraude.  »

— « Le Métropolitain », Le Radical,‎ 22 juillet 1900, p. 2 (lire en ligne).

### Compagnie du chemin de fer métropolitain de Paris (CMP)

#### Billet à l’unité
« …je vous le dis, il n'est probablement pas une seule forme de l'activité sociale à laquelle le ticket ne soit susceptible de s'adapter utilement. Si son emploi n'est pas encore universel, c'est parce que sa généralisation s'achoppe dans la pratique courante aux innombrables difficultés matérielles qu'impliquent sa fabrication, sa manutention, sa comptabilité et sur tout son contrôle. C'est une monnaie, en effet, le ticket, une monnaie fiduciaire et fictive, re présentant, des sommes encaissées, dont la circulation exige, par conséquent, des garanties subtiles et une impeccable surveillance.. »

— Emile Gautier, « Le ticket », Le Figaro, 2 octobre 1897, p. 1.

« Étant donné le trafic extrêmement dense auquel donne lieu le Métropolitain [jusqu’à 100 000 voyageurs/jour], il y avait grand intérêt à adopter un système de distribution du billet rapide et fournissant aussi simplement que possible le moyen de faire la comptabilité et la statistique des recettes journalières tout en présentant une sécurité absolue de contrôle. Il était également important de supprimer l'approvisionnement des stations aux billets imprimés à l'avance et d'éviter ainsi toute une comptabilité et les chances d'erreur ou de vol que peut présenter cet approvisionnement. »

— A. Dumas, Le chemin de fer métropolitain de Paris, Paris, Ch. Béranger, 1901, p. 133.

##### Machine «L’appareil contrôleur»

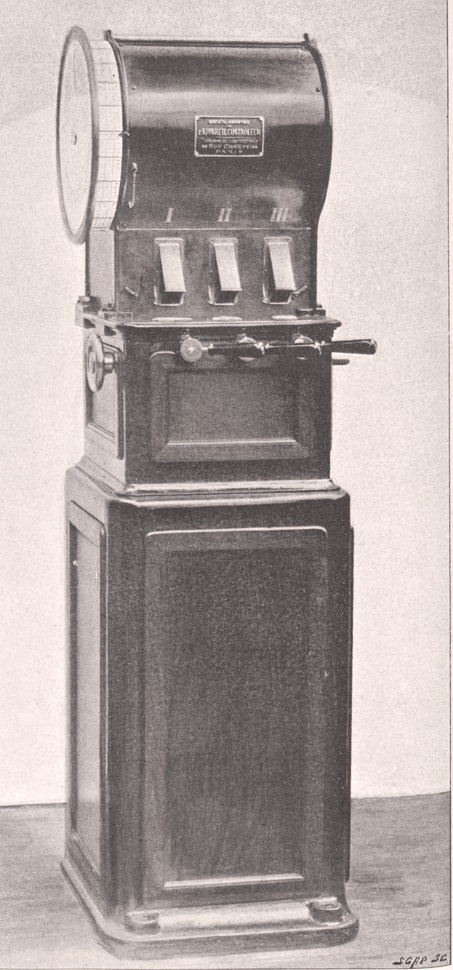
Machine L'appareil contrôleur de la Cie du chemin de fer du Nord (1898),

À l’ouverture du métro, le 19 juillet 1900,, l’émission des billets au guichet est effectuée par un agent de la compagnie au moyen d’une machine de la Société « L’appareil contrôleur » dérivée de celle employée par diverses compagnies de chemin de fer dont le modèle du type 1897 est mis à l’essai en 1898 par la Compagnie du chemin de fer du Nord à sa gare de Paris sur la Ceinture,. Cette machine destinée aux compagnies de chemin de fer est le fruit des travaux de MM. Bossuet et Langé. La machine imprime, contrôle et distribue les billets ; le mécanisme pour ces trois opérations est identique à chaque classe (1re, 2e ou 3e classe) et actionné, pour chacune d’elles, par une manette. Son fonctionnement est assuré par un moteur électrique. L’impression est réalisée en une seule fois à l’aide de deux composteurs (clichés encrés qui appuient sur le carton du billet pour l'impression).
Pour les compagnies de chemins de fer utilisant cette machine, un composteur fixe imprime, en partie supérieure du billet, les indications, toujours les mêmes, de la gare émettrice (nom de la gare suivi du n° du bureau, date [JJ/MM/AA] et heure [00], classe, catégorie de la place) ; un composteur mobile imprime, en partie inférieure du billet, les indications variables selon la gare de destination (nom de la gare de destination, prix du trajet, n° de la gare, n° du billet). Les composteurs portent des caractères immobiles pour les indications invariables et des caractères mobiles montés sur molettes pour les indications variables (date et heure, gare de destination, prix, n° de la gare et n° du billet).
Les composteurs sont placés en partie haute de l’appareil, la bande de carton pour l'impression du billet est placée en partie basse. La bande de carton une fois imprimée est alors découpée à la longueur du billet qui tombe par une ouverture.

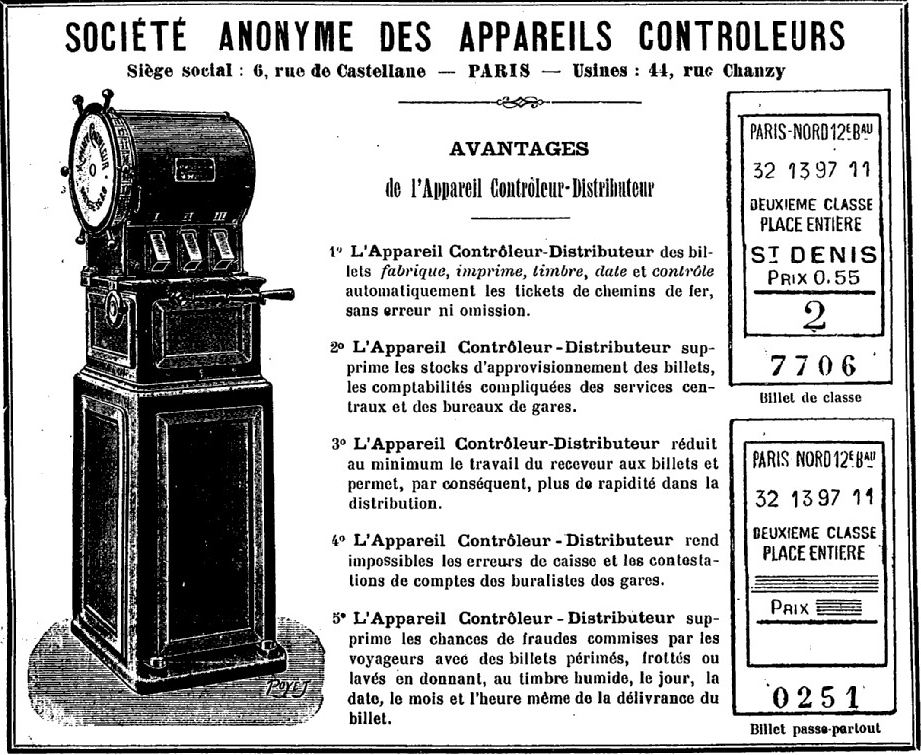
Publicité pour la machine L'Appareil contrôleur (1899)

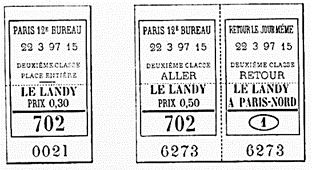
Billets de la Compagnie du chemin de fer du Nord

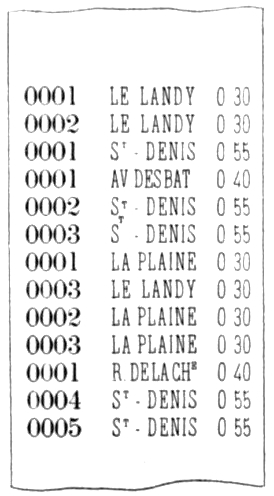
Bande de contrôle de la machine L'appareil contrôleur

Le contrôle s’effectue au moyen d’une bande imprimée sur laquelle est enregistrée à chaque émission de billet, le n° du billet, la gare de destination et le prix du billet.
La distribution se fait, une fois le billet imprimé, contrôlé et coupé, par trois ouvertures correspondant à chaque classe.

« SOCIÉTÉ DE L’APPAREIL CONTROLEUR. Les études relatives à l’application et à la transformation des modèles-types de cette Société, poursuivies pendant l’exercice 1898, ont été terminées au cours de l’année 1899. La Compagnie du Métropolitain, reconnaissant les avantages offerts par ces appareils pour la délivrance et le contrôle des tickets, a commandé le matériel nécessaire pour en pourvoir toutes les gares de son réseau. C’est également à la Société de l’appareil contrôleur que le commissariat général de l’Exposition de 1900 s’est adressé pour assurer à ses guichets le contrôle des tickets et le dénombrement des entrées.  »

— Cote de la Bourse et de la banque, 5 janvier 1900 et L'Information financière, économique et politique, 5 janvier 1900.

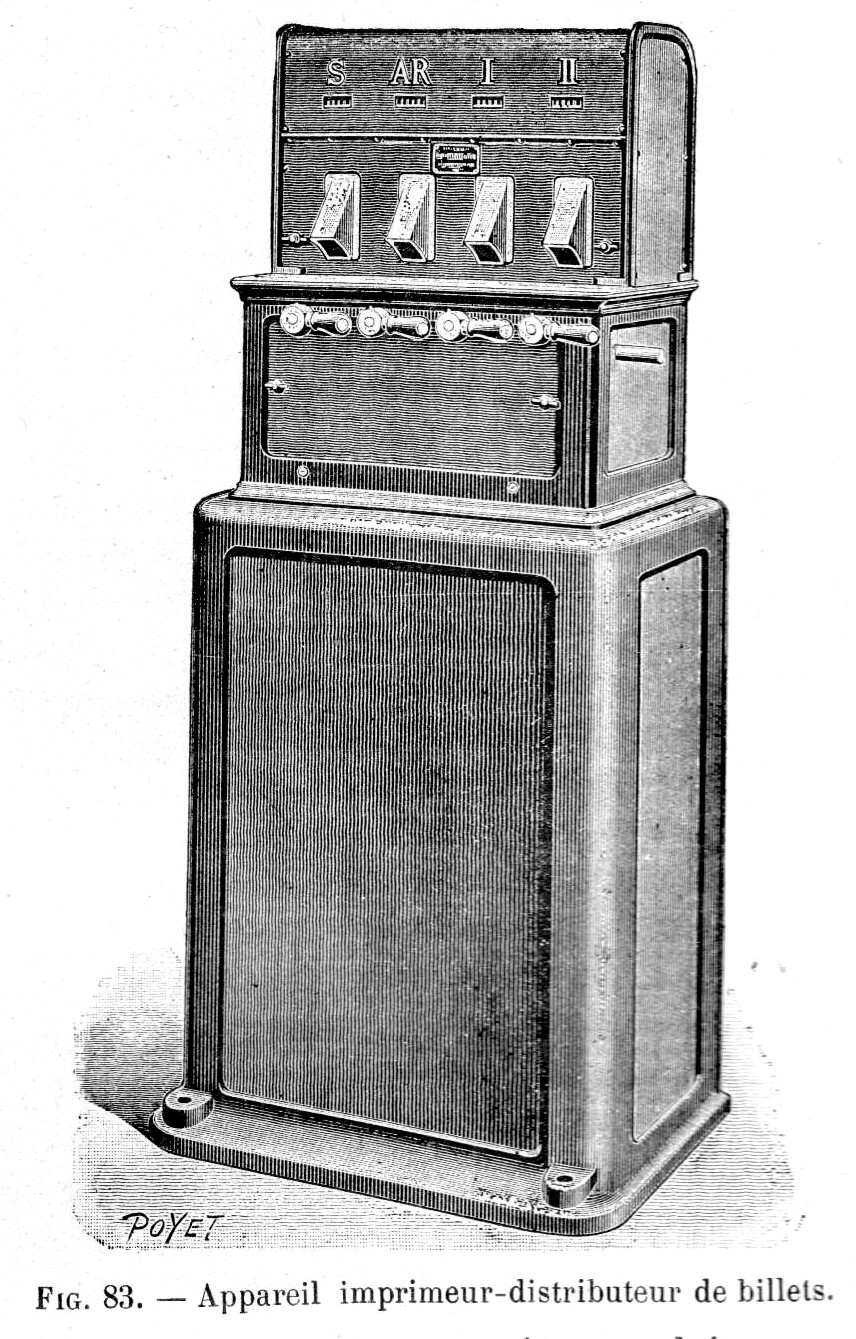
L'appareil contrôleur de la CMP (modèle 1900)

La machine « L’appareil contrôleur » de type 1900 du métro est adaptée du modèle décrit ci-avant pour correspondre à son système de tarification qui ne comporte qu’un prix unique par classe et catégorie de place quelle que soit la gare (station) de destination ; le composteur supérieur de la machine imprime le nom de la compagnie, la date [JJJ AA] suivie de l’heure [HH], la classe et le prix ; le composteur inférieur imprime, sous un trait horizontal, le nom de la station émettrice et le no  d’ordre du billet. La bande de carton, enroulée en partie basse de la machine, passe dans un tambour d’entrainement en partie haute de la machine pour arriver sur une table d’impression horizontale qui se déplace verticalement vers le haut pour appliquer le carton contre les composteurs préalablement encrés. Après l'impression du billet, la table redescend vers le bas à sa position initiale en faisant avancer la bande de carton d’une longueur égale à celle du billet, puis le billet est découpé au moyen d’une cisaille ; le billet tombe alors dans l’ouverture de la machine pour être distribué. La machine est adaptée pour émettre quatre types de billet ; 1re classe, 2e classe, Aller-Retour et Secours.

« Tous les tickets sont du format 56 × 31 millimètres et portent les inscriptions nécessaires. Les chiffres inscrits sur la deuxième ligne indiquent trois nombres distincts correspondant : le premier au jour (39e, 45e, ou 25e de l’année) ; le deuxième aux millésimes (deux derniers chiffres de l’année), et le troisième à l’heure à laquelle a été distribué le billet (la 14e et la 16e heure pour les deux premiers, c’est-à-dire 2 et 4 heures de l’après-midi, et la 7e heure pour le billet d’aller-retour). Le nombre qui constitue la dernière ligne du billet est un numéro d’ordre de la série de 100 000 correspondante [00 001 à 99 999] dans le guichet où ce billet a été distribué. La machine peut fabriquer 80 tickets à la minute et, comme elles peuvent fonctionner simultanément, c’est donc 320 ou, tout au moins, 240 tickets par minute que l’appareil est capable de fournir. »

— A. Dumas, Le chemin de fer métropolitain de Paris, Paris, Ch. Béranger, 1901, p. 133.

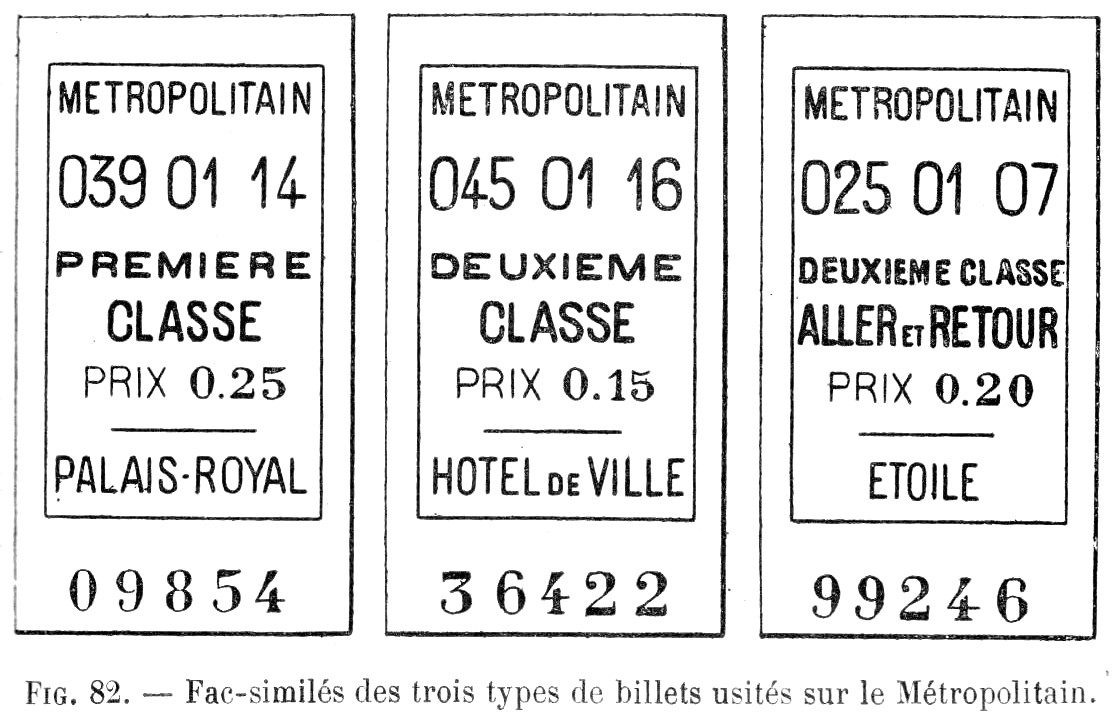
Tickets de la Compagnie du chemin métropolitain de Paris (CMP)
Le code « 039 01 14 » correspond au 39e jour de l'année 1901 à 14 heures, soit le vendredi 8 février 1901 à deux heures de l’après-midi.

Il est possible d'augmenter le nombre de billets imprimés, en augmentant la vitesse du moteur. Les bobines de cartons ont une capacité de 2 000 tickets. À la différence de la machine employée par la Compagnie du chemin de fer du Nord, celle du métropolitain comporte en partie supérieure des totaliseurs indiquant le nombre de billets émis. L'emploi de l'appareil est économique ; il est garanti quatre ans par le fournisseur qui se charge de l'entretien pendant cette période, la dépense en électricité est négligeable, les frais d'impression ne s'élèvent qu'à 0,15 fr par mille de tickets.

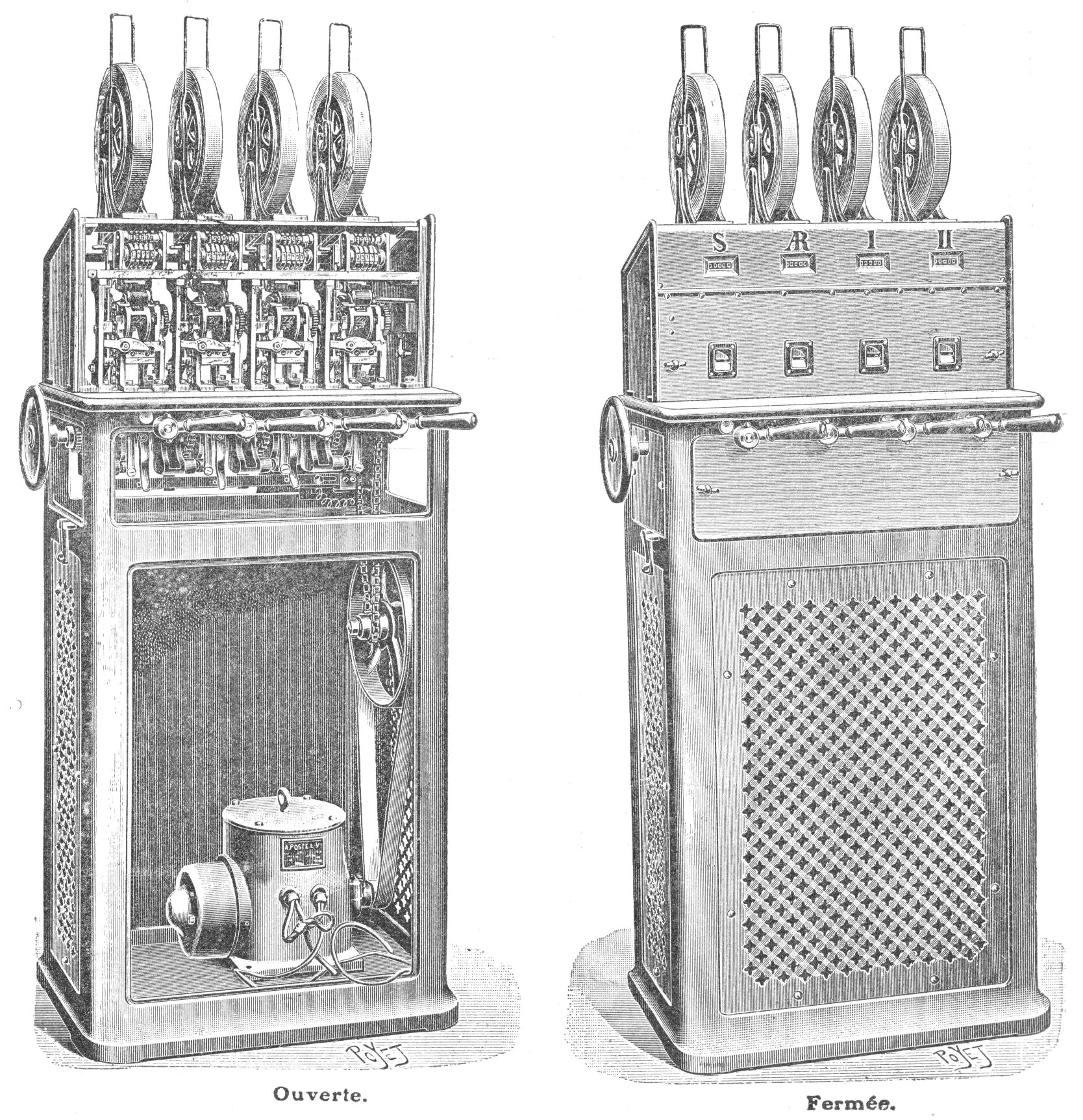
L'appareil contrôleur de la CMP (modèle 1905),

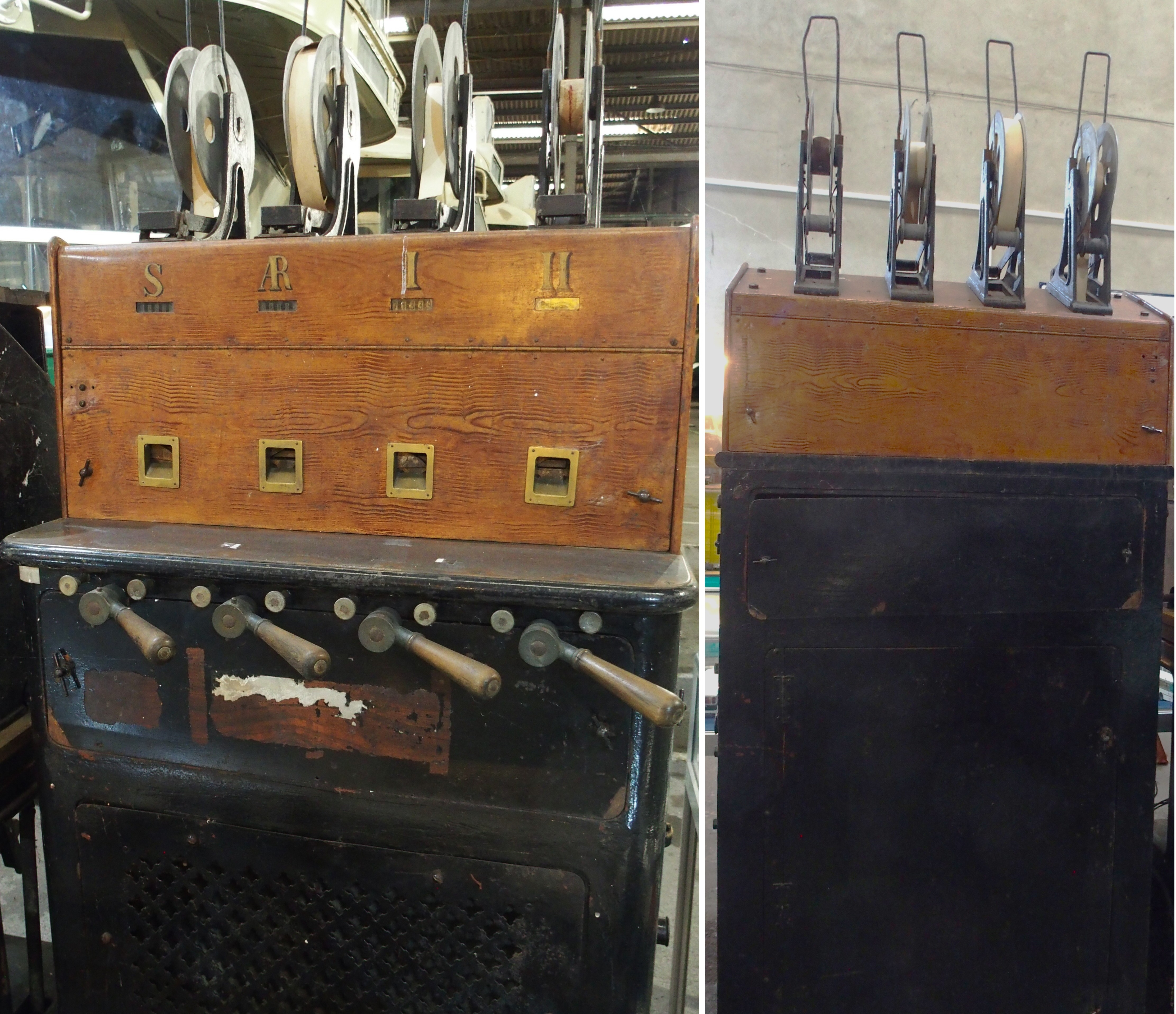
L'appareil contrôleur de la CMP (modèle 1905) conservé (face avant et face arrière)

Cette première machine L’appareil contrôleur malgré sa simplicité d’utilisation avait un grave défaut ; son bruit, à tel point que le personnel chargé de la vente des billets avait des difficultés à entendre ce que lui demandait les voyageurs. Aussi un nouveau modèle fournit par la Société « L'appareil Contrôleur » est-il installé à partir d’octobre 1904 à l’ouverture de la section VilliersꟷPère-Lachaise suivie fin janvier 1905 de la section Père-LachaiseꟷPlace Gambetta de la ligne 3, après avoir été expérimenté sur la ligne 2 (circulaire nord).

« Le type d'appareil adopté pour la ligne no 3 après avoir été préalablement expérimenté sur la ligne circulaire Nord, diffère notamment du premier type étudié et employé sur la ligne no 1 [qui] a l'inconvénient d'être un peu bruyant, défaut qui empêchent parfois la receveuse d'entendre les questions des voyageurs. »

— J. Hervieu (bibliographie), colonne 177.
Au mouvement alternatif de la table d'impression de la machine précédente est substitué un mouvement rotatif des composteurs rendant son fonctionnement silencieux. Les bobines de carton sont disposées en haut et à l'extérieur de l'appareil et sont, par suite, plus faciles à surveiller et à remplacer. Le débit de l'appareil peut être augmenté dans de fortes proportions, suivant les besoins du service, sans nuire à la sécurité du fonctionnement. L'aspect du ticket imprimé par la machine rotative est un peu différent de celui du ticket émis par l'appareil à mouvement alternatif ; le léchage produit par le nouveau mode d'impression lui donne un caractère spécial lui servant, pour ainsi dire, d'identité. Les moteurs-série employés sont réglés à l'avance pour donner une vitesse d'impression de 90 à 100 tickets à la minute.

« Le prix de fabrication [de cet appareil] est sensiblement moins élevé que celui du premier type, car le travail d'atelier se réduit presque exclusivement à du travail de tours ; l'entretien en est plus facile, le nombre des pièces en mouvement étant très réduit et les mouvements d'embrayage moins compliqués ; le débit de l'appareil peut être augmenté dans de fortes proportions, suivant les besoins du service sans nuire à la sécurité du fonctionnement »

— J. Hervieu (bibliographie), colonne 183.

##### Machine Chambon
À la mise en service de la ligne 8 (entre Beaugrenelle et Opéra, à présent parties des lignes 8 et 10), le 13 juillet 1913, un nouveau type de machine, Chambon modèle 1908 de la Société anonyme des anciens établissements Chambon, est utilisé avant d’être installé sur d’autres lignes. La machine Chambon 1908 avait été utilisée à titre expérimental aux stations gare de Lyon en 1908 et Gambetta en 1909.
Les tickets provenant de ces machines sont reconnaissables de ceux des machines L’appareil contrôleur ; le texte n’est plus encadré (le nom de la station n’est pas séparé de la partie supérieure par un trait horizontal) et les côtés portent la trace des molettes d’entraînement de la machine rotative.

##### Billet à l’unité
Le billet de métro est au format Edmondson 30,5 mm x 57 mm.

Vers la fin de l’année 1903, le carton des tickets est moins épais, plus souple.

###### Billet de secours
« La machine [émettrice de billets] peut fournir une quatrième sorte de billet, celle des billets de secours qui ne sont émis que lorsque pour une cause quelconque, la fabrication des autres est interrompue. Ces billets, d’un modèle analogue aux autres, portent tous une inscription qui est commune relativement aux classes et aux prix ; c'est la couleur du carton qui détermine la classe ; ces couleurs respectives sont naturellement les mêmes que pour les billets ordinaires de 1re et 2e classe et d'aller et retour. »

— La Science et la vie, 1er avril 1920.

###### Billet de réserve
Dans l’éventualité où l'appareil distributeur de tickets est en panne, il ne peut délivrer de tickets de 1re, de 2e classe, d'aller-retour ou de secours, la receveuse au guichet remet au voyageur un ticket de réserve. Aussi, chaque station détient-elle un stock de tickets de réserve, de même format que n'importe quel autre ticket à l'unité, pré-imprimés dont un espace vierge est prévu pour ajouter à la main, au moyen d’un timbre-encreur, les codes (JJJ, AA, HH) au moment de remise du ticket.

«  Des billets dits « de réserve » sont fabriqués d'avance et déposés dans les stations ; les receveuses de ces dernières en sont dépositaires responsables ; ils sont, d'ailleurs employés que lorsque l'appareil distributeur cesse totalement de fonctionner par suite d'avaries graves. En attendant que l'appareil soit réparé, la receveuse utilise les billets de réserve en les timbrant, au fur et à mesure des demandes, avec les composteurs à main qui reproduit exactement les mêmes indications de date que les billets imprimés par le distributeur (quantième, année et heure) ; il se différencie quelque temps de ces derniers par la couleur du carton : saumon pour la 1re classe, crème pour la 2e classe, mi-vert mi-violet pour les aller et retour »

— J. Hervieu (bibliographie), colonne 185).

###### Billet de correspondance
Lorsqu’à l’intersection de deux lignes distinctes dont les stations respectives ne sont pas reliées par un couloir souterrain, la correspondance peut s’effectuer à la surface par la voie publique. À cette occasion, un ticket de correspondance est remis au voyageur pour passer de la première ligne à la seconde ; le ticket est demandé par le voyageur à la sortie de la première ligne et remis par lui au contrôle d’entrée de la seconde ligne.

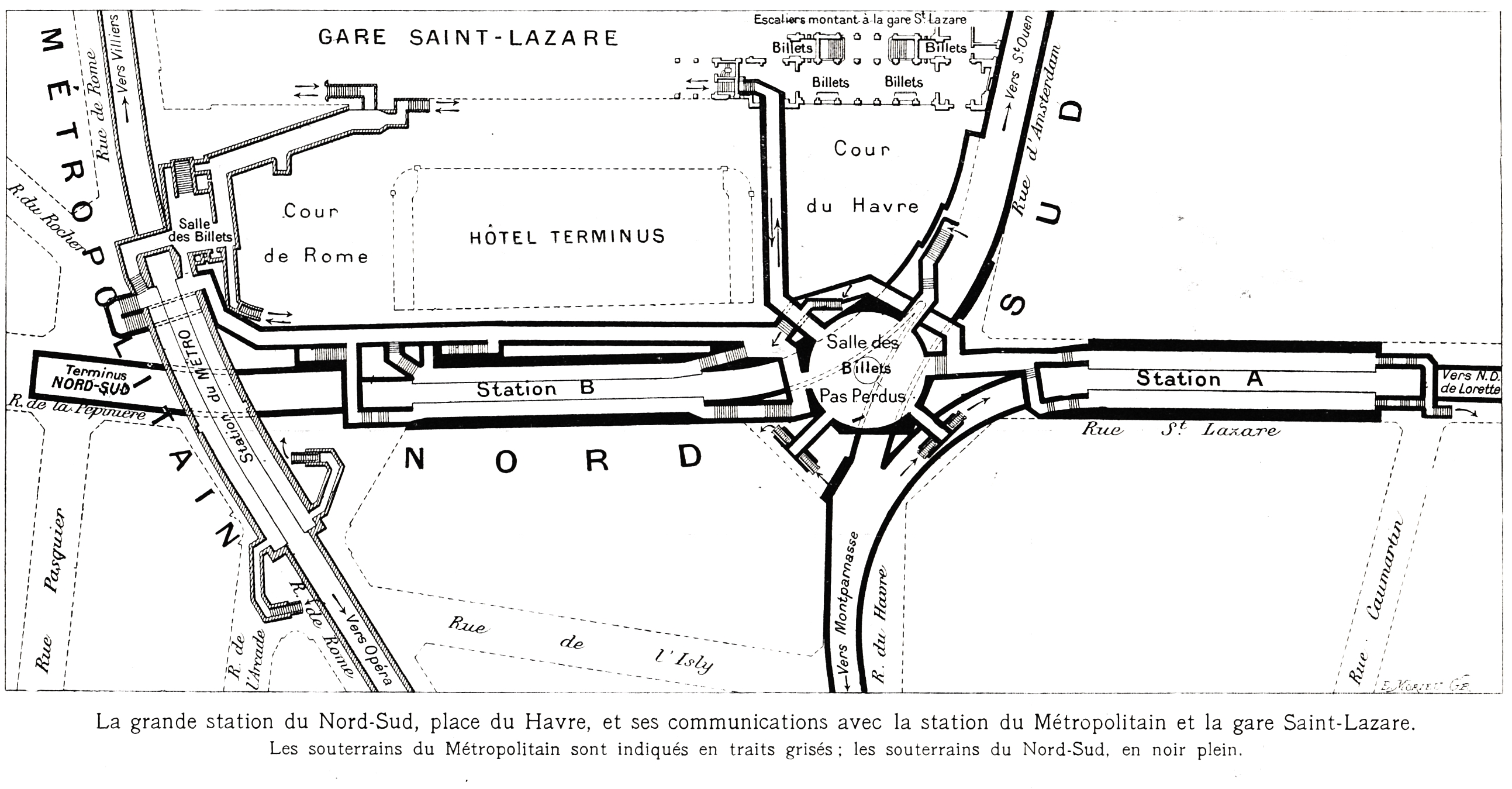
Couloirs de correspondance gare Lazare (1910)

Cette situation se rencontre entre les lignes : no 7 (Bd de la Villette - 1910) et no 2 (Aubervilliers - 1903) ; lignes no 8 (Concorde - 1913) et no 1 (Concorde - 1900) ; lignes no 10 (Carrefour de la Croix-Rouge - 1923) et no 4 (St Sulpice - 1910) ; lignes no 10 (Mabillon - 1925) et no 4 (St Germain des Près - 1910).
Seule la Compagnie du Métropolitain a émis des tickets de correspondance ; la correspondance entre le Nord-Sud et le Métropolitain est assurée par des couloirs souterrains ; St Lazare (en 1910 en correspondance avec la ligne no 3), Madeleine (en 1913 avec la ligne no 8), Concorde (en 1910 avec la ligne no 1), Sèvres-Croix Rouge (Sèvres-Babylone) (en 1923 avec la ligne no 10), Montparnasse (en 1910 avec la ligne no 4) et Pasteur (en 1910 avec la ligne no 5).

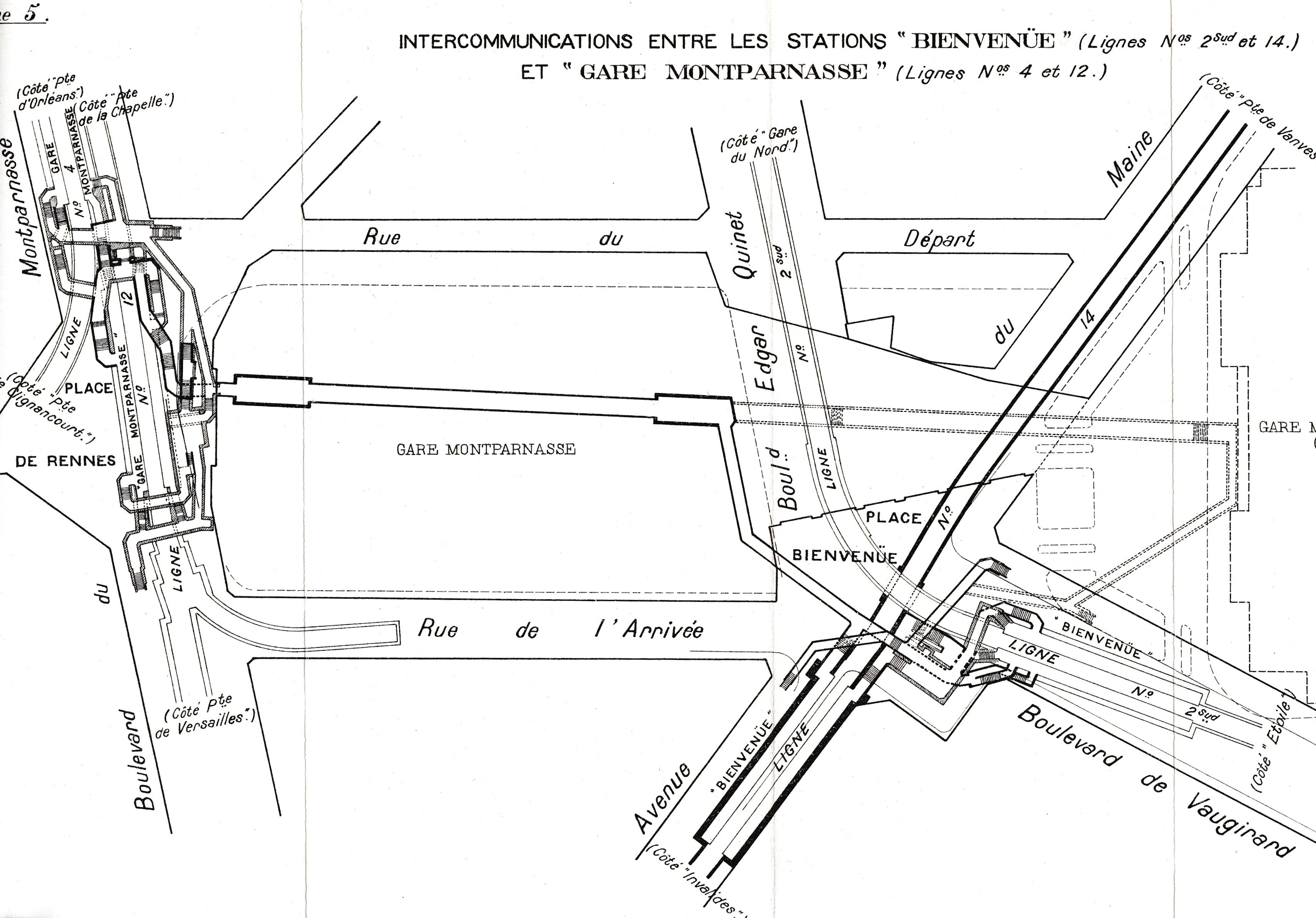
Couloirs de correspondance gare Montparnasse (1937)

En partie supérieure du ticket, sont imprimées les indications suivantes : le nom de la compagnie ; le quantième de l’année [JJJ] suivi de l’heure [HH] puis du quart de l’heure concerné : [1] (1er quart d’heure, 0-14 min), [2] (2e quart d’heure, 15-29 min), [3] (3e quart d’heure, 30-44 min) ou [4] (4e quart d’heure, 45-59 min). L’indication de l’année ne figure pas sur les tickets de correspondance.
Les tickets portent la mention « A UTILISER IMMEDIATEMENT » lorsque les stations en correspondance sont rapprochées ou « VALABLE POUR 15 MINUTES » lorsque ces stations sont distantes.
En 1937, à la suite de l'ouverture de la station Bienvenüe de la ligne no 14, en correspondance avec la ligne no 5, et dans l'attente de l'achèvement du couloir souterrain de correspondance avec les stations Montparnasse des lignes no 4 et no 12, un ticket spécial et gratuit est remis au voyageur pour passer d'une ligne à l'autre par la voie publique.

###### Billet spécial

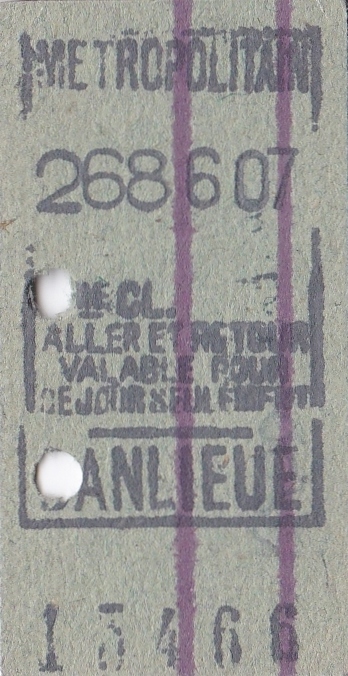
billet aller-retour émis le jour de l'année 1926, soit le samedi 25 septembre 1926 à 7 heures du matin.
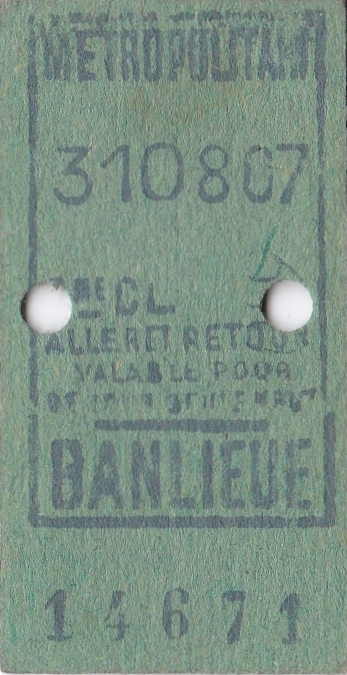
billet aller-retour émis le jour de l'année 1928, soit le lundi 5 novembre 1928 à 7 heures du matin.
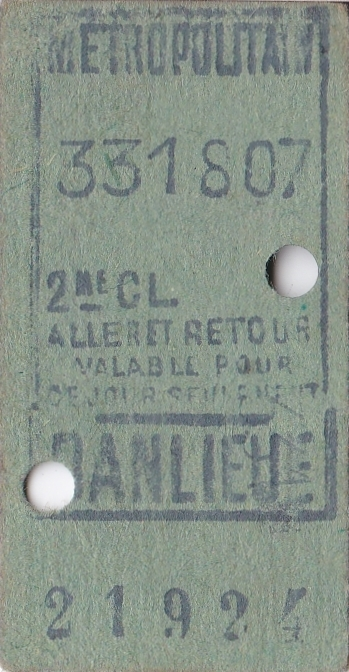
billet aller-retour émis le jour de l'année 1928, soit le lundi 26 novembre 1928 à 7 heures du matin.

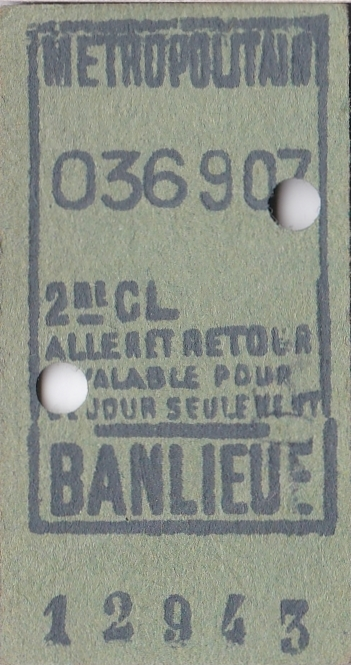
billet aller-retour émis le 36e jour de l'année 1929, soit le mardi 5 février 1929 à 7 heures du matin.
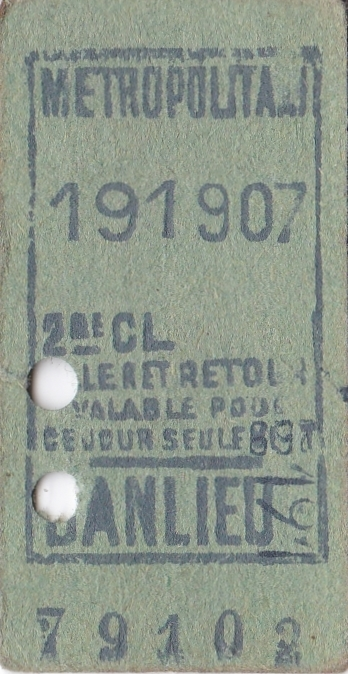
billet aller-retour émis le jour de l'année 1929, soit le mercredi 10 juillet 1929 à 7 heures du matin.

À l’instar du Nord-Sud (cf. infra), et vraisemblablement pour les mêmes raisons, le Metropolitain émet des billets aller-retour « BANLIEUE ».

###### Billet expérimental
À titre expérimental la CMP met à l’essai, en 1909, à la station Palais-Royal un distributeur automatique de ticket de 1re classe.

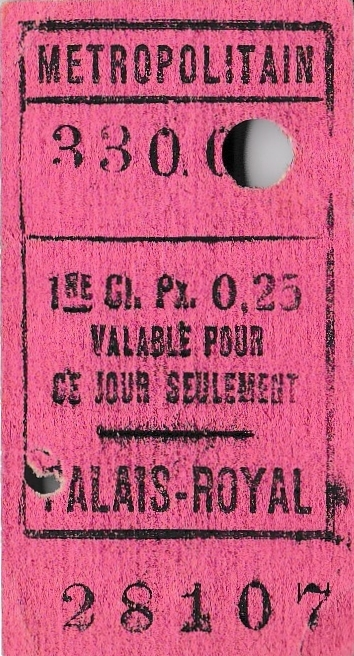
Ticket expérimental de 1re classe émis le jour de l'année 1909, soit le vendredi 26 novembre 1909.

« Malgré les billets d'aller et retour, malgré la création des carnets de tickets dont l'usage se généralise de plus en plus, il n'est pas de Parisien qui n'ait eu, à certaines heures de la journée, le désagrément de très longuement « faire la queue » avant de pouvoir accéder à l'étroit guichet où se tient, dans chaque gare, l'unique distributrice des billets du Métropolitain. La Compagnie, pour y remédier, avait laissé à l’initiative des chefs de station le soin de parer au plus pressé. C'est pour cela qu'on a pu voir, depuis quelque temps, à ces moments où les voyageurs deviennent foule, un employé muni d'une sacoche surgir du bureau, se placer au milieu du public et vendre des tickets de première classe. De plus, on vient de mettre à l’essai, à la station du Palais-Royal, deux distributeurs automatiques de tickets de première classe. Il suffit de glisser une pièce de vingt-cinq centimes dans I'ouverture, et le ticket vous tombe dans la main. L'appareil offre le double avantage de satisfaire les voyageurs et de redonner un peu de vogue aux pièces de cinq sous. »

— Le Gaulois, 20 mai 1909.

« Pour éviter les longues attentes aux guichets du Métropolitain, la compagnie délivre, comme on le sait des carnets de tickets. Mais l’affluence est telle que malgré cette mesure, il faut encore stationner de longs instants devant les guichets. Aussi vient-on de mettre à l’essai, à la station du Palais-Royal deux distributeurs automatiques de tickets de 1re classe. Si ce procédé donne de bons résultats, il sera généralisé. »

— Le Peuple français, 23 mai 1909. Idem Le Petit Moniteur universel, 26 mai 1909."
L'expérience n’est pas poursuivie.

###### Anomalie
| - 1902 Ticket aller-retour émis le 322e jour de l’année 1902, soit le mardi 18 novembre 1902 à 7 heures du matin, imprimé sur un rouleau de carton engagé à l’envers dans la machine ; les parties verte et rouge sont inversées. - 1903 Ticket aller-retour émis le 174e jour de l’année 1903, soit le mardi 23 juin 1903 à 7 heures du matin, imprimé sur un rouleau de carton engagé à l’envers dans la machine ; les parties verte et rouge sont inversées. - 1903 Ticket aller-retour émis le 97e jour de l’année 1903, soit le mardi 7 avril 1903 à 7 heures du matin, imprimé sur un rouleau de carton engagé à l’envers dans la machine ; le texte apparait sur le verso du carton (à droite) au lieu du recto (à gauche). - 1923 Ticket aller-retour émis le 269e jour de l’année 1923, soit le mercredi 26 septembre 1923 à 6 heures du matin, imprimé sur un rouleau de carton engagé à l’envers dans la machine (bandes verticales violettes sur le côté gauche au lieu du côté droit). |

###### Accident

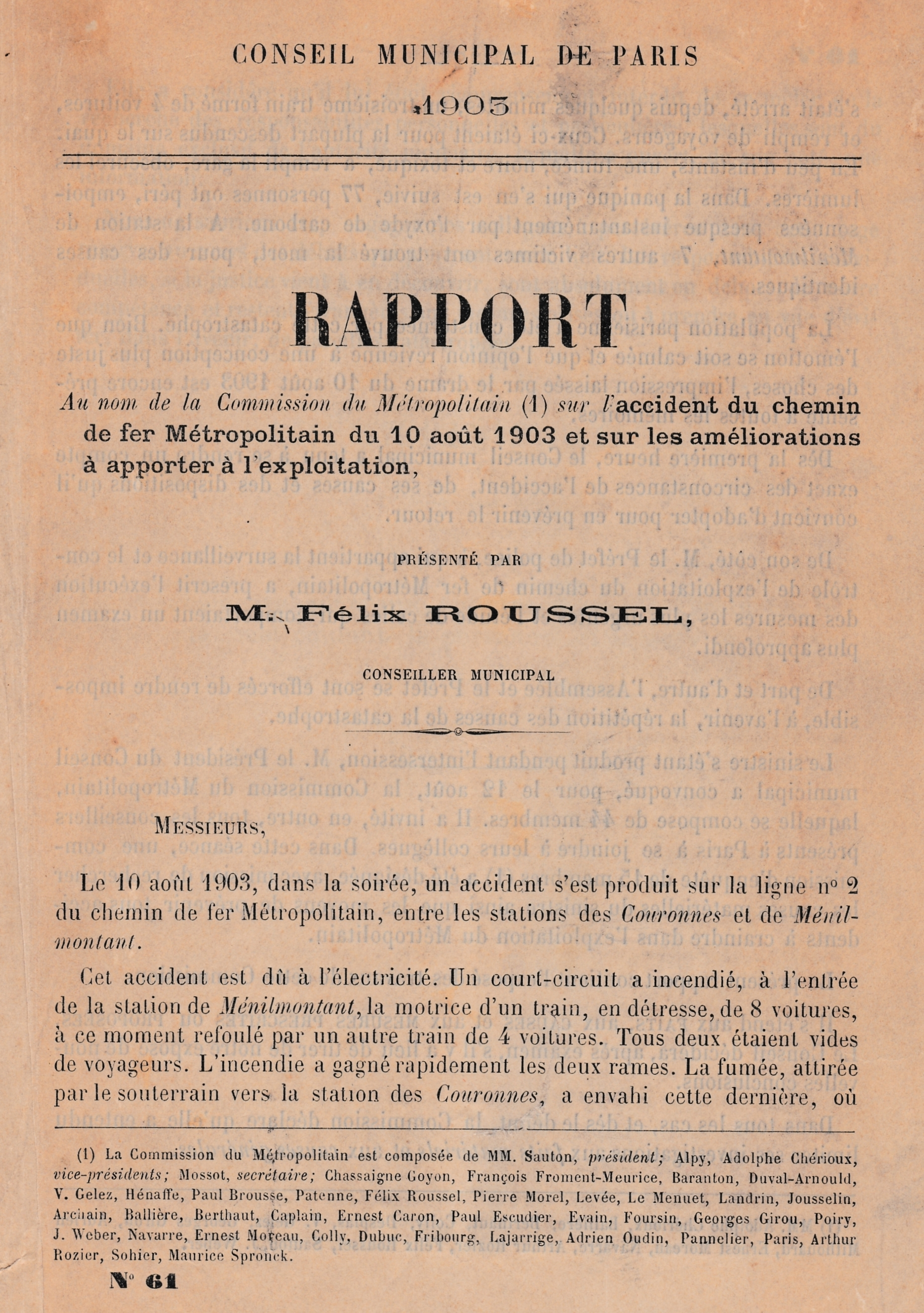
Rapport de la commission d'enquête.

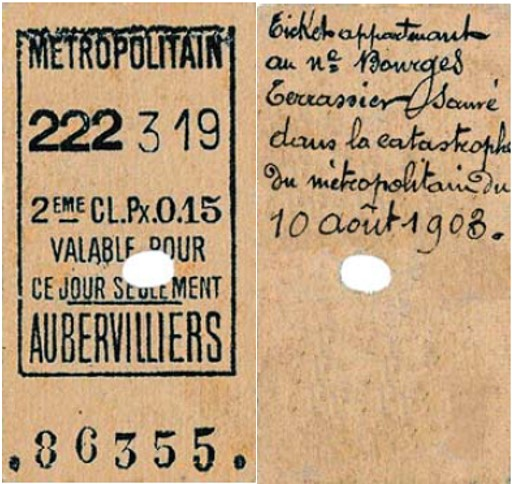
Ticket appartenant à « M. Bourges », terrassier, rescapé de la catastrophe comme il l'indique au verso.

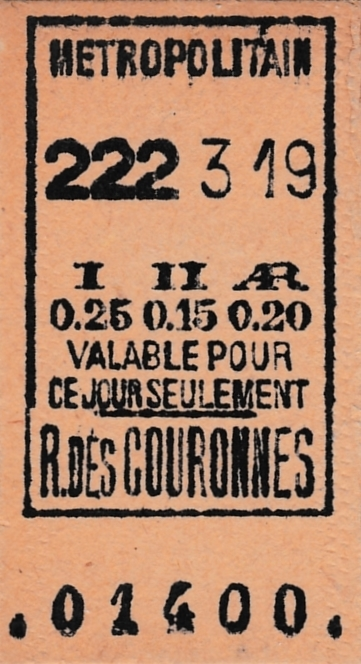
billet émis le 10 août 1903 à 19 heures à la station « R. des COURONNES ».

Le 10 août 1903 (222e jour de l'année) un accident ferroviaire survient sur la ligne no 2 Nord consécutif à l’embrasement, vers 19 heures 30, à la station Ménilmontant de la motrice d'un convoi par suite d'un court-circuit. La fumée occasionnée par cet incendie se propage dans le tunnel jusqu'à la station Couronnes asphyxiant les voyageurs de cette station qui se sont dirigés vers l'extrémité du quai à l'opposé de la sortie ; il est environ 20 heures.
Le trafic ayant été interrompu du fait de l'immobilisation du convoi en flamme à Ménilmontant, des voyageurs ont fait valoir leur droit au remboursement ou à la revalidation de leur billet.

« Il y avait alors au guichet [de la station Couronne] des voyageurs en train de réclamer le remboursement de leurs billets. Jusqu'à ce moment, on avait eu le temps de rembourser 23 billets et d'en composter une quarantaine. »

— Conseil municipal de Paris, Rapport au nom de la commission du Métropolitain sur l'accident du chemin de fer Métropolitain du 10 août 1903..., Paris, 1903, p. 68.

« Je dis au public de descendre mais personne ne veut sortir des wagons on me demande de rembourser les billets. On m'insulte. »

— ibidem, témoignage de M. Didier, surveillant de quai de la station Couronnes, p. 308.

« A 7 heure 25, Didier me dit de rembourser ou de composter les billets. Cela se fait ordinairement après un quart d'heure de panne. (…) Je composte ou je fais rembourser, suivant la demande des voyageurs, les billets qui avaient été délivrés à la station. J'en ai fait rembourser 23. Cela durait depuis cinq à six minutes lorsque le train 48 [de secours] est arrivé. J'ai composté 35 à 40 billets de ce train. Un voyageur de 1ère me réclamait le prix de son billet. Je lui objecte que je n'avais pas le droit de lui faire rembourser, que je ne pouvais que le rendre valable. Il insiste. »

— ibidem, témoignage de M. Devaux, surveillant de contrôle de la station Couronnes, p. 305.

« Vers 7 heures dix, j'ai fait cesser la distribution des billets. Des voyageurs demandaient à être remboursés ; j'en ai référé au surveillant de quai qui m'a dit : “remboursez ceux qui le demandent, mais l'interruption du service ne va pas durer puisque le train va se garer à Belleville”. »

— ibidem, témoignage de M. Boussigue, surveillant de contrôle de la station Combat, p. 302.

###### Incident - Particularité
« Les billets du Métropolitain. Un cas s'est présenté à plusieurs reprises sur le Métropolitain : lorsque le service était interrompu, les voyageurs devaient-ils subir la perte de leurs billets ? Voici la résolution prise par la Compagnie :

Avant le départ. — Les billets délivrés par les stations, oblitérés et non utilisés, seront dorénavant remboursés par les stations qui les ont délivrés. Le remboursement n'aura lieu que si l’interruption dans le service dépasse un quart d'heure.

Après le départ. — Les billets oblitérés et utilisés en partie ne pourront être remboursés, mais les stations où les voyageurs auront interrompu leur trajet devront rendre ces billets valables pour un nouveau voyage qui pourra être effectué à une date ultérieure.

Les mêmes conditions seront applicables aux billets détachés des carnets. »

— L’Éclair, 17 février 1901. Idem Le Journal, 15 février 1901.

En 1901, par suite d'un incident sur la ligne, le ticket acheté à la station L'Étoile le dimanche 15 septembre, 258e jour de l'année, est réémis le lendemain lundi 16 septembre, 259e jour (verso avec tampon-encreur à la main) : 

« Par suite du manque de courant le chemin de fer Métropolitain a suspendu son service dans la soirée d’hier vers sept heures. »

— Le Petit Bleu de Paris, 16 septembre 1901.
En 1903 :
- le voyageur a acheté un ticket à la station Concorde de la ligne no 1 à 17 heures qui a été revalidé à la station Victor Hugo de la ligne no 2 Nord à 18 heures ;
- le voyageur a acheté un ticket à la station Porte Dauphine de la ligne no 2 Nord, mais son voyage est interrompu à la station Rue de Courcelles et il a rejoint la station Palais Royal de la ligne no 1 ;
- le voyageur a acheté un ticket aller-retour à la station Gare de Lyon qui a été revalidé à la station St Paul.

En 1907, le voyageur a acheté un ticket à la station Denfert-Rochereau de la ligne no 2 Sud, mais son voyage est interrompu à la station Dupleix et il a rebroussé chemin jusqu’à la station Cambronne.

En 1911, après avoir acheté un billet au guichet de la station Pasteur du Métropolitain, le voyageur l'a utilisé pour accéder à la même station du Nord-Sud (poinçon en forme de « B » spécifique, de 1911 à 1916-1917, de la station de correspondance Pasteur du Nord-Sud).

En 1915 :
- le voyageur a acheté un ticket aller-retour à la station gare d’Orléans pour un retour de la gare de l’Est à 20 heures.
- le voyageur est muni d'un billet « Métropolitain » MONTPARNASSE (2e classe) portant au dos un cachet de revalidation à la station SAINT-SULPICE à 6 heures, ou plus exactement 18 heures : « Dimanche, vers la fin de l’après-midi, un accident s’est produit au Métropolitain. Le courant a été interrompu sur la ligne Porte de Clignancourt-Porte d’Orléans [ligne no 4], et la nuit complète s’est faite dans les rames, qui sont restées sous les tunnels pendant vingt-cinq minutes. Naturellement, la panique s’est emparée des voyageurs et on eut beaucoup de mal à en empêcher un certain nombre de descendre pour regagner les stations voisines[53]. » Ce billet a été utilisé le lendemain 102e jour à la correspondance, poinçon en forme de « H »[52], de la station MONTPARNASSE du Métropolitain avec le Nord-Sud.

#### Billet de carnet & supplément
Afin d'éviter l'encombrement du guichet des gares, des carnets de billets sont apparus fin novembre 1900 pour les voyageurs de 2e classe, et en janvier 1901 pour ceux de 1re classe. Les carnets sont vendus au guichet et peuvent être achetés à l'avance.

« Au nom de la commission [de la ville de Paris] du Métropolitain, M. Mossot fait renvoyer à l'administration, avec avis favorable une proposition de M. [Maurice] Quentin-Bauchart, relative à la mise en vente de carnets de tickets pour le Métropolitain, ainsi que pour les omnibus et tramways. Le rapporteur fait observer que la Compagnie du Métropolitain a donné son adhésion à cette proposition et qu'elle mettra prochainement en vente des carnets de tickets. »

— Le Gaulois, 24 novembre 1900.

« D’accord avec la compagnie du Métropolitain, le Conseil [municipal] décide la mise en vente, dans les bureaux de tabac, de carnets de tickets pour les voyageurs. »

— Le Petit Sou, 26 novembre 1900.

« La Compagnie vient de mettre à la disposition du public des carnets de tickets. »

— L'Information financière, économique et politique, 28 novembre 1900.

« …Il en est une autre [amélioration urgente] dont le public voyageant en première classe peut espérer la réalisation très prochaine : nous voulons parler des carnets de tickets de première classe semblables à ceux qui sont depuis un mois déjà en usage pour les voitures de seconde classe. »

— Le Figaro, 29 décembre 1900.

« Nous aurons, parait-il, bientôt des carnets de tickets de première classe. L’administration nous les promet pour la fin du mois. »

— Le Soir, 7 janvier 1901.

« La Compagnie du Métropolitain émet, dans chaque bureau de station, des carnets de billets de 1re et de 2e classe ; ces carnets, contenant dix tickets, sont vendus sans réduction de prix d'après le nombre et la classe des billets qu'ils contiennent ; ces derniers sont valables pour une durée de trois mois à partir du jour d'émission ; cette dernière date est indiquée sur la couverture de chaque carnet. »

— J. Hervieu (bibliographie), colonne 185.

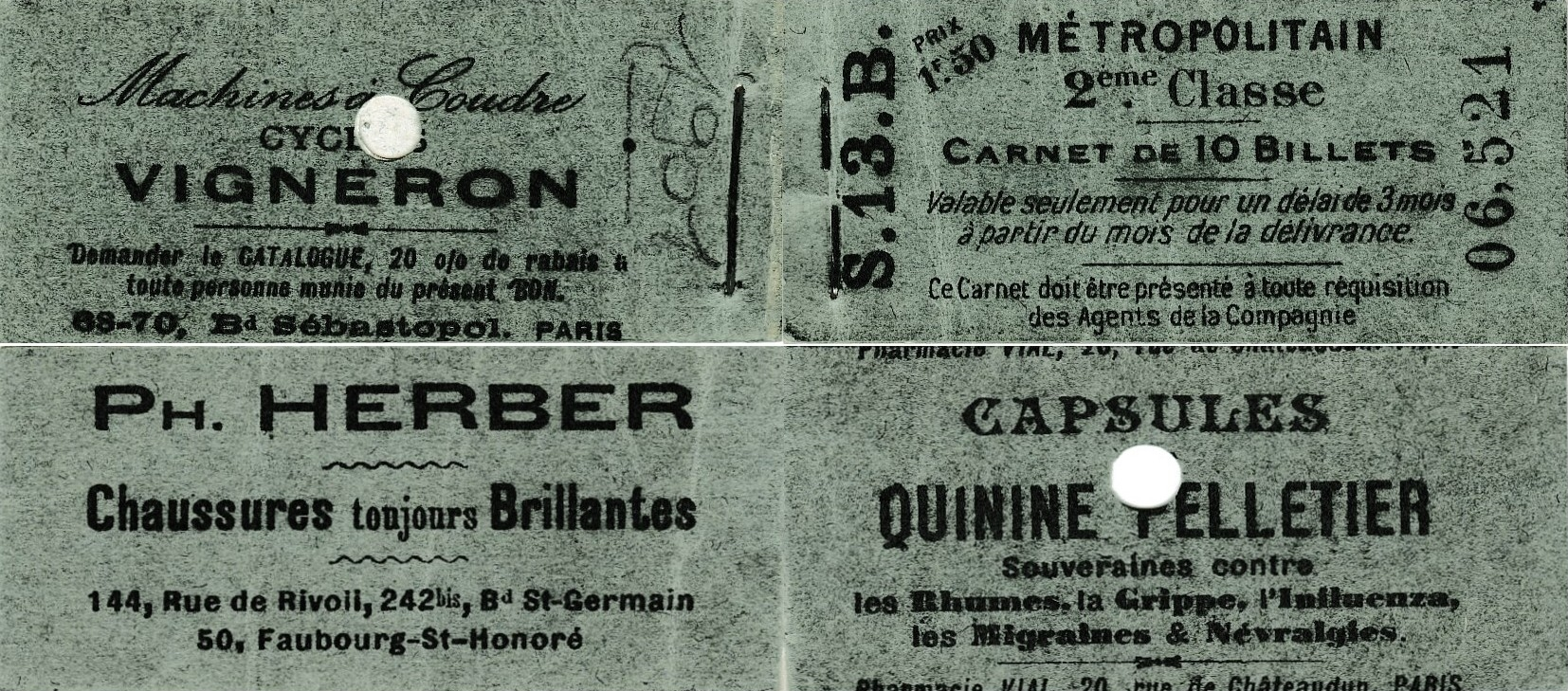
1901 Couverture ouverte d'un carnet de ticket de 2e classe ;
au-dessus, vue extérieure avec publicité ; en-dessous, vue intérieure (sans billets) avec publicités.

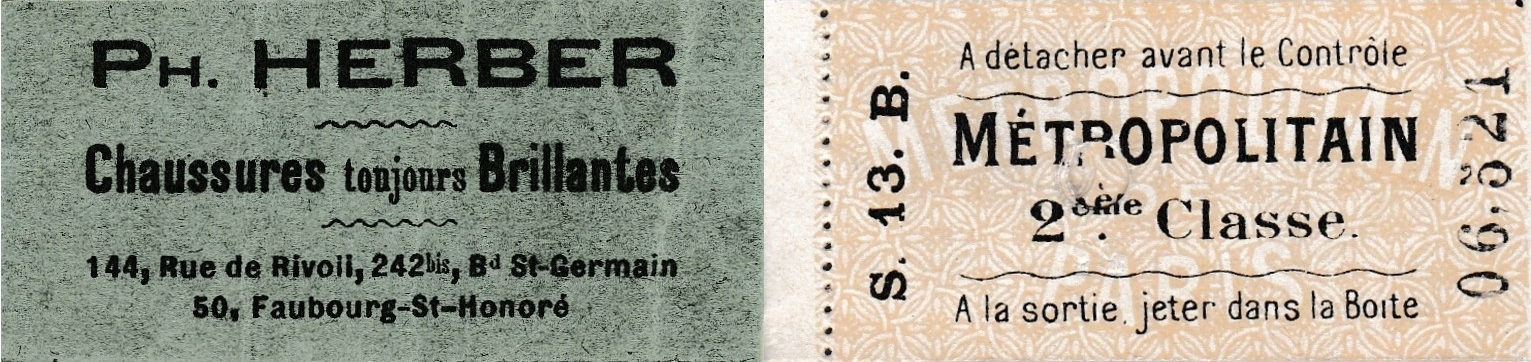
1901 Intérieur de la couverture d'un carnet de ticket de 2e classe avec billets attenant.

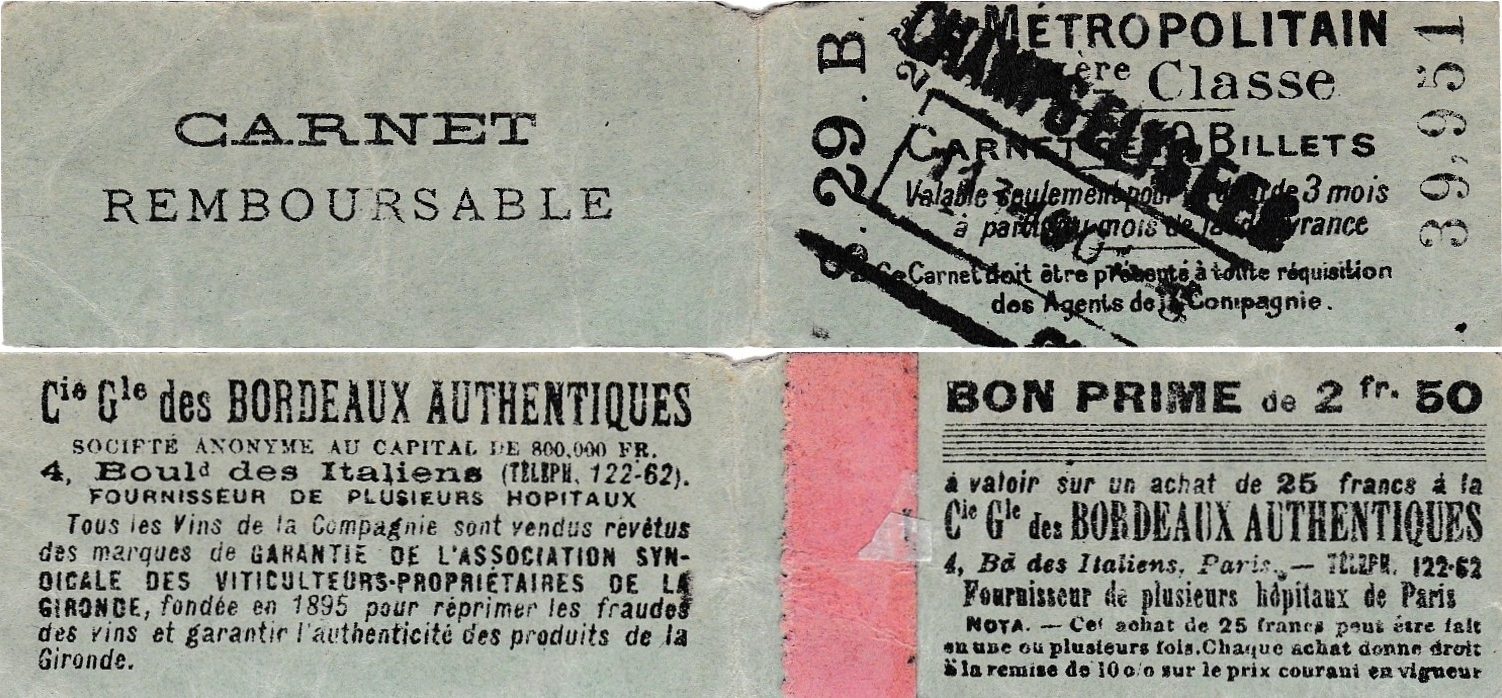
1904 Couverture ouverte d'un carnet de ticket de 1re classe ;
au-dessus, vue extérieure ; en-dessous, vue intérieure (sans billets) avec publicités.

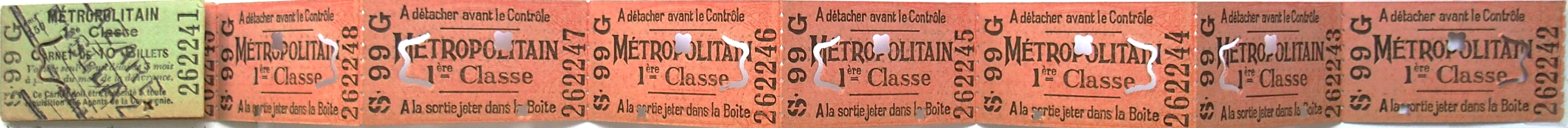
1908 Carnet ouvert de billets de 1re classe ; les billets sont assemblés en accordéon.

Imprimés à l'avance et non au guichet au moment de leur achat, les billets de carnet présentent un fond de sécurité afin d'éviter toute contrefaçon.

« Garantie contre la fraude et la contrefaçon. 1. — Considération générale. La compagnie doit se prémunir contre les falsifications afin que le personnel de service puisse toujours avoir confiance dans le billet qu'on lui présente. (…) 3. — Fond de sécurité. On emploie des fonds de sécurité pour rendre plus malaisée la tâche du falsificateur éventuel tant lors de l'impression du titre de transport que lorsqu'il s'agit simplement de le truquer ou de le maquiller. En principe le fond de sécurité s'imprime en une seconde couleur ou en une seconde nuance d'une même couleur. Il consiste en un dessin qui s'étend à la surface entière du titre de transport ou en partie seulement. On le rencontre fréquemment sur les cartes et les titres de transport en papier moins souvent sur des tickets en carton. »

— Lionel Wiener, Les titres de transport. Billets de voyageur, extrait du Bulletin de l’association internationale du Congrès des Chemins de fer, Bruxelles-Paris, Dunod, [c. 1938], pp. 204-205.

##### Anomalie

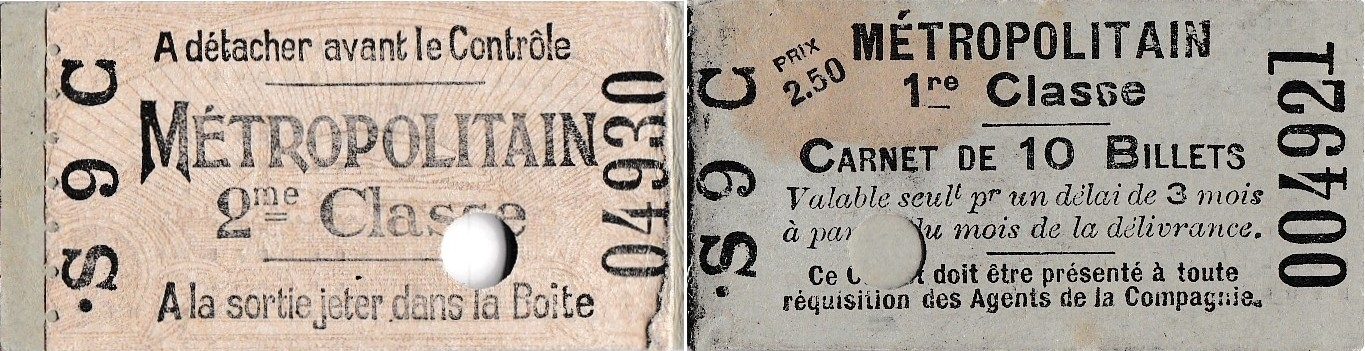
1907

- Billets de 2e classe insérés dans une couverture de carnet de billets de 1re classe.

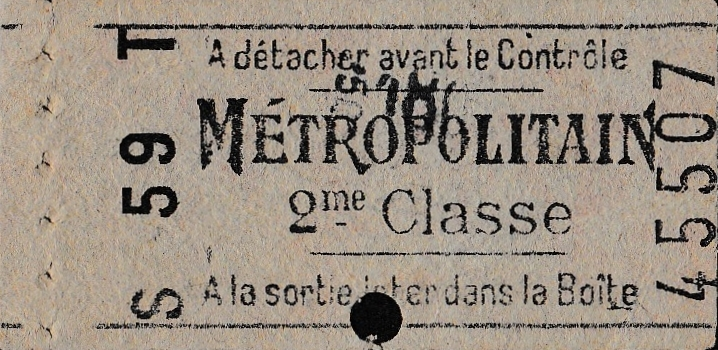
1913

- Ticket de 2e classe sans fonds de sécurité, sans doute le résultat d'une erreur d'imprimerie.

##### Incident
| - 1907 Billet de carnet de 1re classe. - 1908 Billet de carnet de 2e classe. - 1909 Billet de carnet de 1re classe. - 1914 Billet de carnet de 2e classe. - 1911-1919 Billet de carnet de 2e classe. |

- Le premier billet est poinçonné (fleuron à quatre branches) au portillon d'accès aux quais d'une station de la ligne no 3 et porte la marque (petit trou) de contrôle en voiture de 1re classe de la ligne no 1[52] ; à la suite d'un incident sur la ligne no 3, le voyageur sortant à la station SENTIER, poursuit son trajet en rejoignant la ligne no 1.
- Le deuxième billet, billet militaire (cf. infra), porte les poinçons d'accès aux quais des lignes no 3 (fleuron à quatre branches) et no 5 (encoche large au bout arrondi)[52] ; à la suite d'un incident à la station GAMBETTA, le voyageur reprend son trajet en rejoignant la ligne no 5.
- Le troisième billet, billet militaire (cf. infra), portent, outre les marques de contrôle en voiture de 1re classe des lignes no 5 (encoche étroite au bout arrondi) et no 1 (petit trou), la marque d'une station de correspondance (petit carré)[52] ; à la suite d'une erreur de direction, le voyageur rebrousse chemin à HOTEL DE VILLE pour reprendre la ligne no 5 à BASTILLE, station de correspondance.
- Le quatrième billet porte un cachet de revalidation à la station ÉTOILE le 335e jour de l'année 1914 (soit le mardi 1er décembre 1914) à 14 heures consécutivement à une interruption du trafic à la suite d'un suicide à la station NATION : « Dans un accès de démence sénile, une septuagénaire, Mme Porcher, demeurant rue de Paris, à Montreuil, qui était sur le quai du Métropolitain, à la station Nation, hier après-midi, à 1 h. 45, s'est jetée sous la rame du train au moment où celui-ci arrivait. Il fallut interrompre le service pendant une demi-heure pour retirer le cadavre[58]. »
- Le cinquième billet (aller simple de 2e classe) est poinçonné deux fois ; une première fois à la station OBERKAMPF où le voyageur à demander au chef de station de revalider le billet eu égard au retard de plus de 15 min du train puis, ainsi revalidé, une seconde fois dans une autre station.

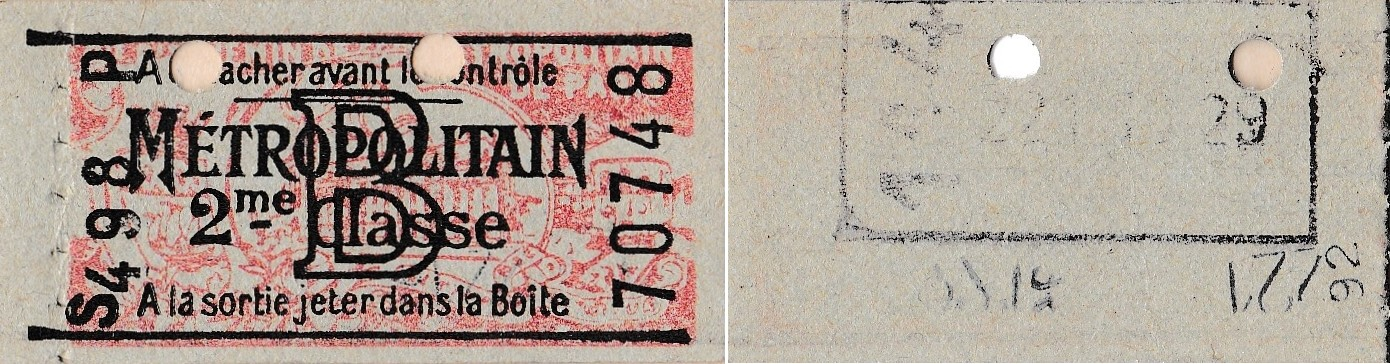
Billet daté au verso du jour de l'année 1929, soit le vendredi 9 août, marqué d'un cachet encreur portant le no 114 du Nord-Sud, soit la station Concorde.

« La circulation a été interrompue hier sur le chemin de fer du Nord-Sud entre la porte de Versailles et celle de la Chapelle. Par suite de la rupture d'un fil de trolley dans le tube no 2, à l'endroit où la ligne du Nord-Sud Porte de Versailles à la porte de la Chapelle traverse la Seine, la circulation des trains fut interrompue, hier matin, à 9 h. 30. Peu après, un service sectionné fut établi, de la porte de Versailles à la station Chambre des Députés et de la station Concorde à la porte de la Chapelle. A 12 h. 40, l'exploitation du Nord-Sud rétablit le service normal il fallut de nouveau l'interrompre à 14 heures. Les usagers du chemin de fer souterrain durent donc hier traverser pied le pont et la place de la Concorde pour reprendre la correspondance de l'autre côté de la Seine. »

— Le Matin, 10 août 1929.

#### Billet militaire
Les militaires voyagent dans le métro en utilisant un billet, vraisemblablement remis par l’autorité militaire aux personnes concernées, perforé à l’emporte-pièce d'une marque ayant la forme d'un « M », évasé ou pointillé, ou de la lettre grecque oméga « ω » inversée. Par la suite, apparait par un « billet militaire » portant parfois au verso le timbre encreur du service militaire émetteur.

#### Billet collectif

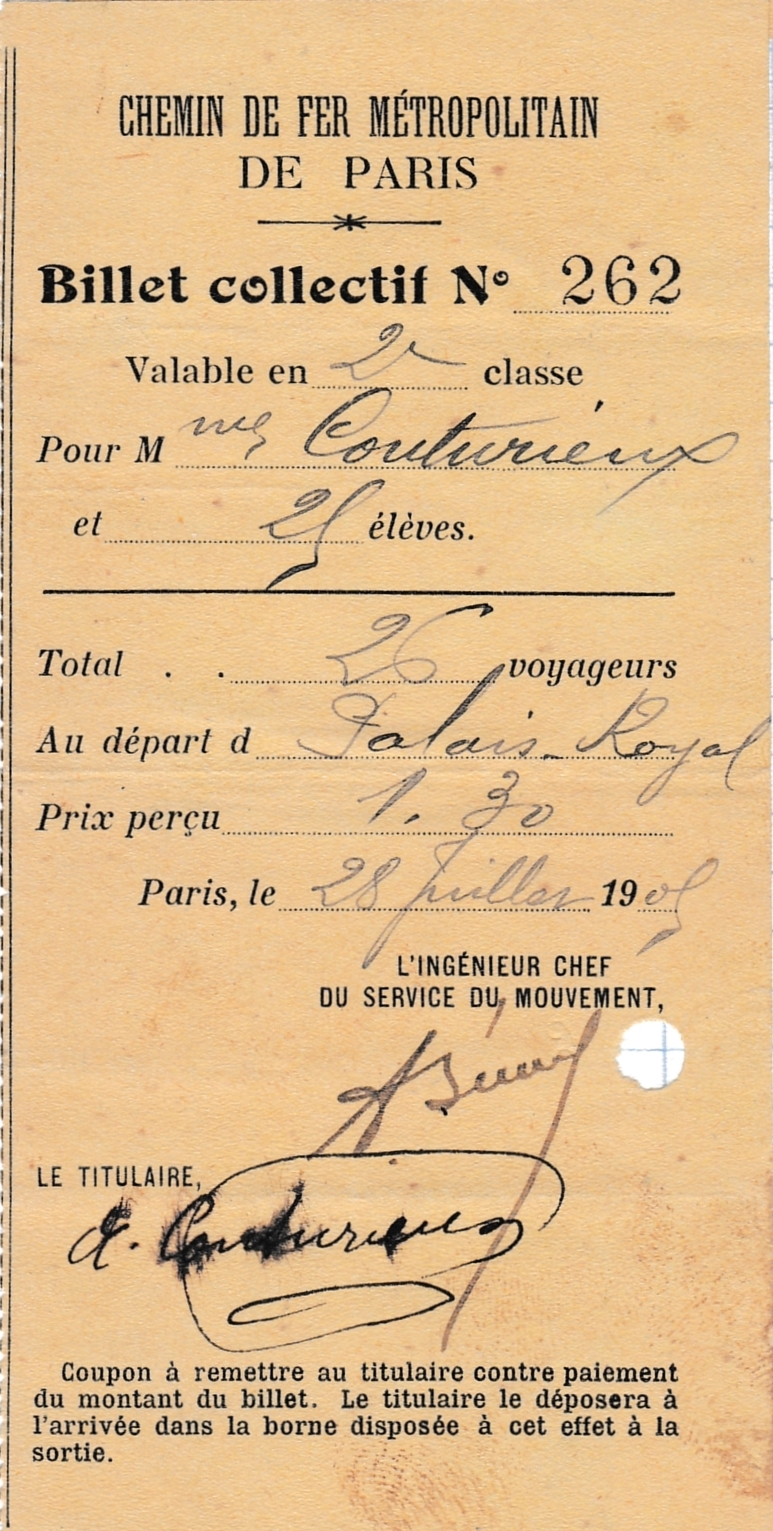
1905
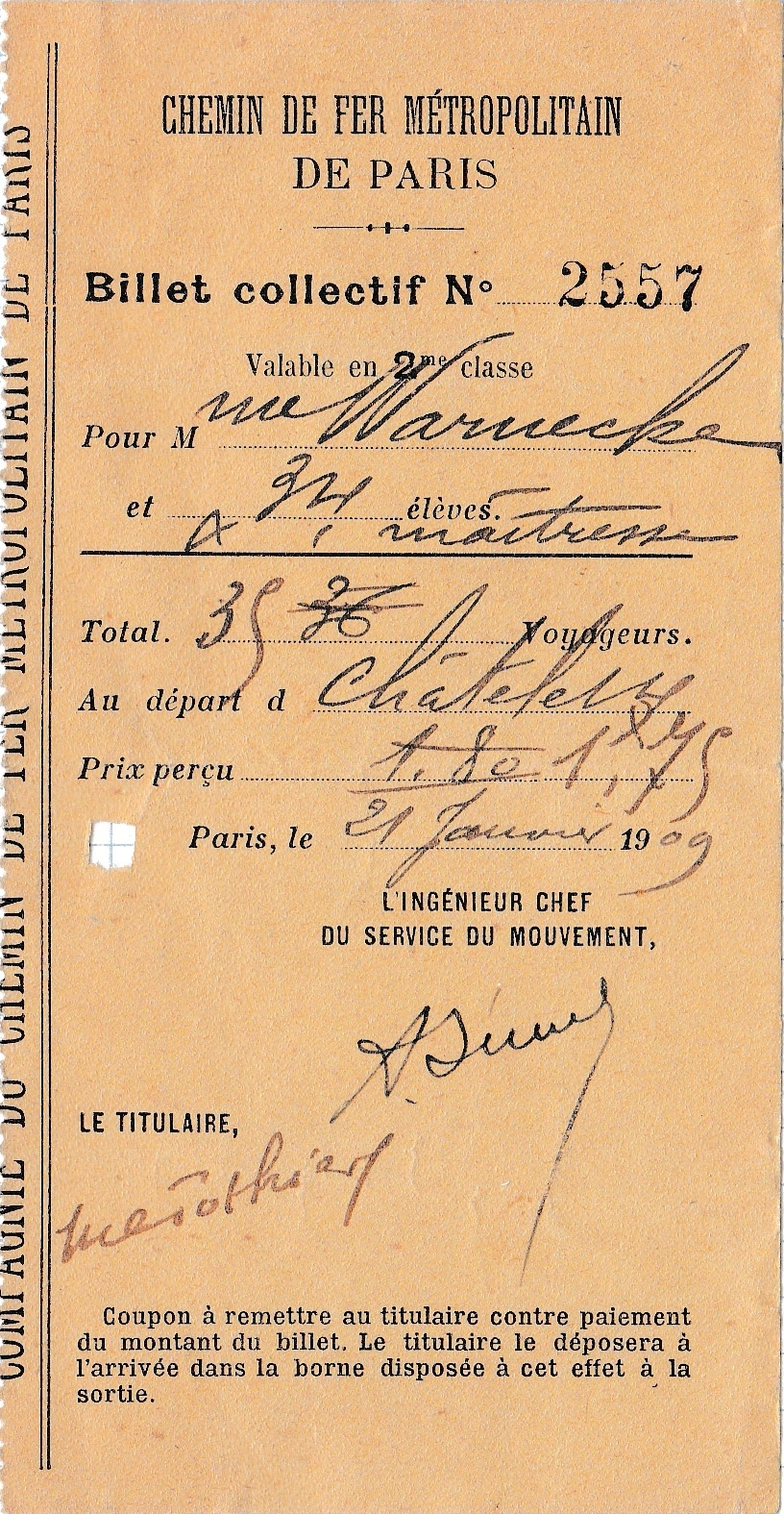
1909
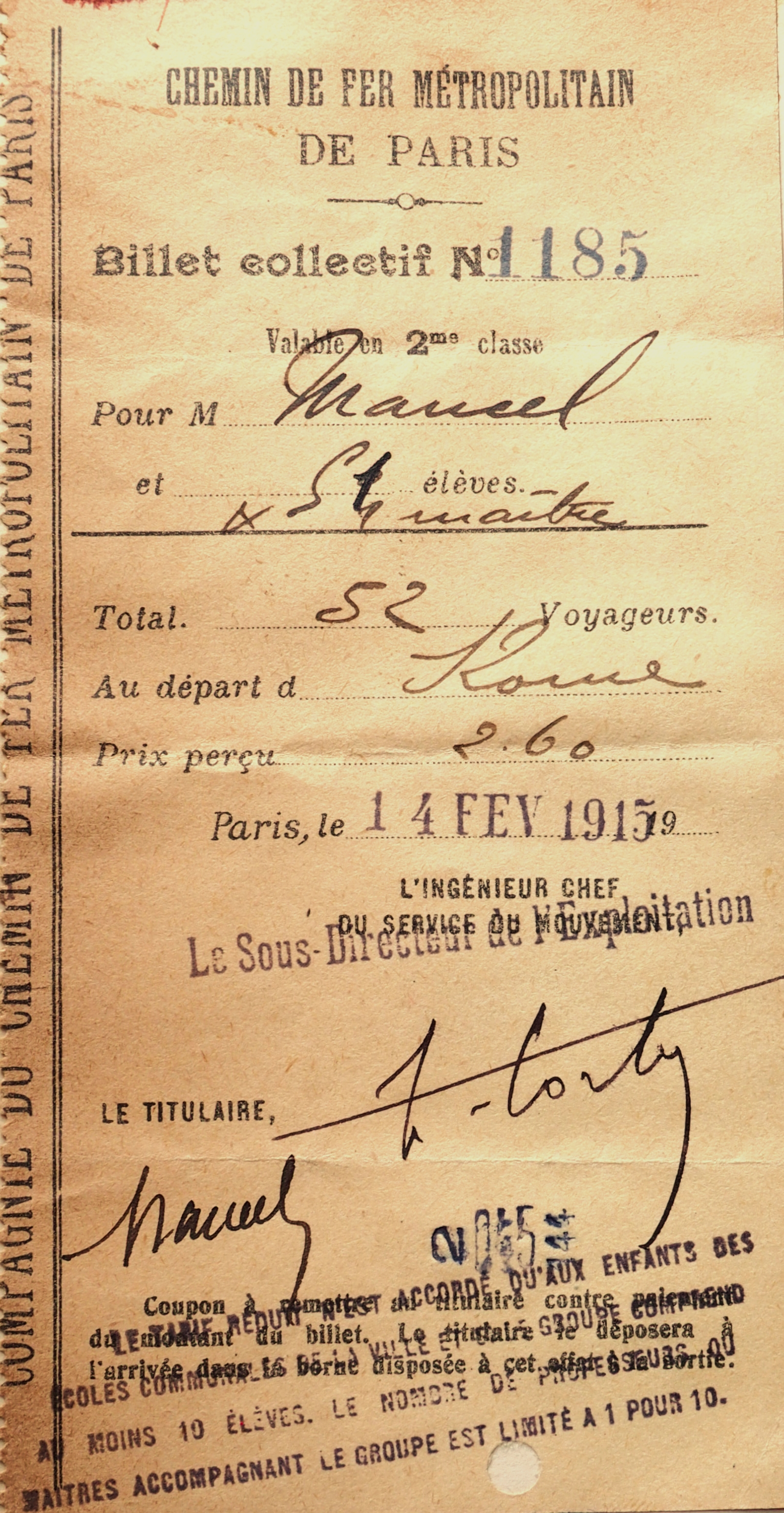
1915

« Rappelons que le prix du billet est de… 0 fr. 05 pour les billets collectifs, délivrés aux enfants des écoles communales de la Ville de Paris voyageant sous la conduite d’un maître. »

— A. Dumas, Le chemin de fer métropolitain de Paris, Paris, Ch. Béranger, 1901, p. 120

#### Billet de retard

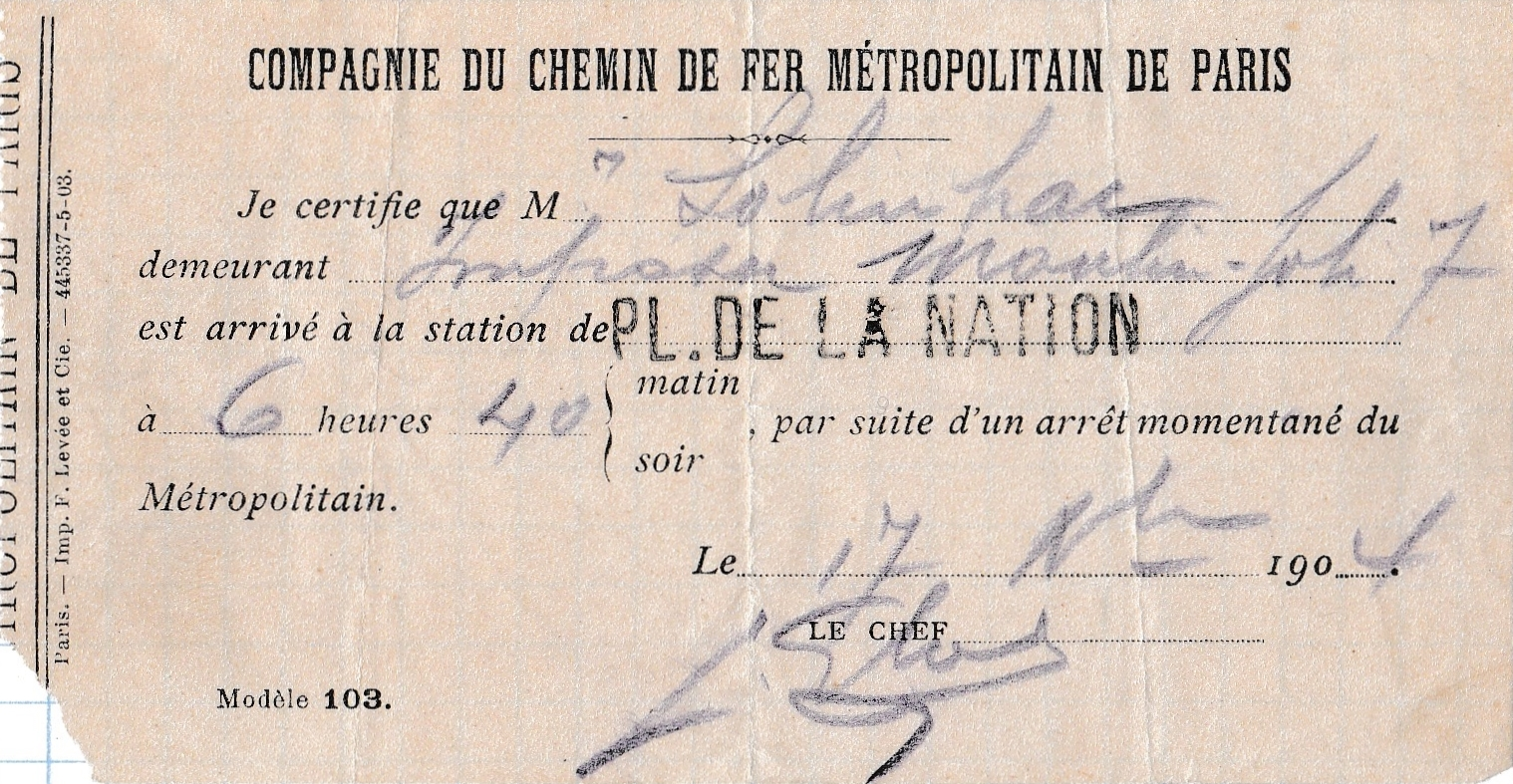
Billet retard (1904)

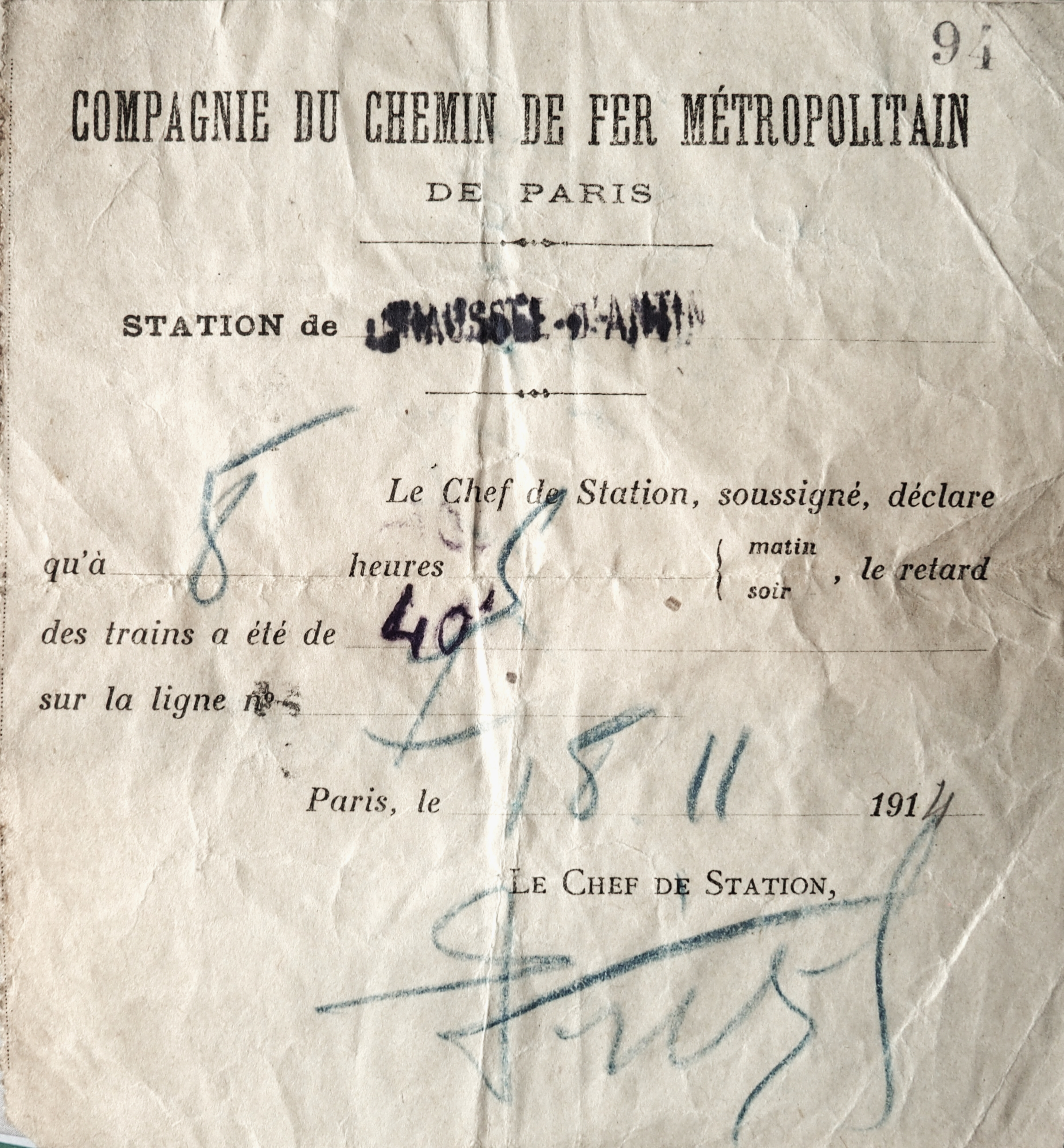
Billet de retard (1914)

« Dorénavant, les chefs de gare seront munis de livrets à souches relatant les retards subis par les trains et leur heure d'arrivée. Ces tickets seront délivrés à la requête des voyageurs dont ils porteront le nom. Ils seront signés du chef de gare. Les employés et ouvriers qui prennent tous les jours le Métropolitain, seront désormais à l'abri des remontrances de leurs patrons, lorsqu'une panne leur aura fait manquer l'heure du travail. »

— Gil Blas, 24 mars 1903.

#### Perception supplémentaire
«  Les voyageurs sont, aux termes du règlement de l'exploitation, tenus de présenter leur billet à toute réquisition des agents de la Compagnie ; ceux qui, n'ayant pas de billet ou l'ayant perdu, ne peuvent satisfaire à cette obligation, doivent payer le prix de leur place suivant la classe de la voiture où ils sont montés; de là, deux types de billets de (1re et 2e classe) pour voyageur non muni de billet en montant dans le train. Ce type est représenté par la figure 5 ; il est de couleur rose pour la 1re classe et blanche pour la 2e classe. Les chiffres qu'il porte correspondent au mode de contrôle exercé par la Compagnie, contrôle d'ordre intérieur non destiné à la publicité. »

— J. Hervieu (bibliographie), colonne 185.

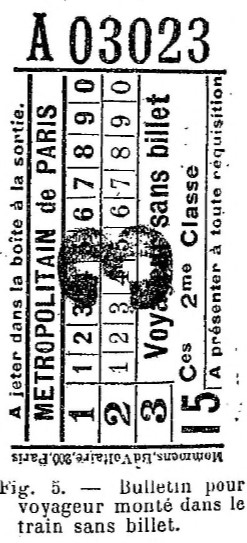
1906 Bulletin de perception supplémentaire

Les billets de perception supplémentaire matérialisent quatre types de perception en voiture :
1. - Voyageur en 1re classe avec un billet de 2e classe (Aller simple), comme indiqué ci-dessus dans la citation ;
2. - Voyageur en 1re classe avec un billet de 2e classe Aller-Retour, pendant le voyage Aller. Il paiera la différence entre le prix de l’Aller-Retour 2e classe et celui de l’Aller simple 1re classe, puisqu'il n'existe pas d’Aller-Retour en 1re classe ;
3. - Voyageur en 1re classe avec un billet de 2e classe Aller-Retour, pendant le voyage Retour ;
4. - Voyageur sans billet (billet perdu, jeté, etc.).

Ces quatre perceptions supplémentaires sont récapitulées dans le tableau ci-après en tenant compte des variations au fil du temps de l’aspect des billets et de la tarification.

#### Publicité
La publicité au dos des billets est une source de revenus pour la compagnie du Métropolitain à raison de 0,75 fr le mille de billets ; ce bénéfice compense en partie les dépenses d'encre et de carton.

Toutefois, certaines publicités n’ont pas les faveurs des voyageurs : 

« Un certain nombre de personnes habituées du Métropolitain se sont émues de ce que les tickets délivrés aux guichets de l'administration portaient, au verso, des indications de publicité, désignant certains produits pharmaceutiques et dont la spécification pouvait provoquer des curiosités malsaines chez les tout jeunes gens qui usent de cette locomotion, donc, de ces tickets. Le secrétaire général de la Compagnie, à qui nous avons signalé le fait, nous a déclaré qu'en effet, à la suite d'un traité passé avec un pharmacien, certaines désignations, d'un détail... peut-être licencieux, accompagnaient, sur le ticket, le nom du produit, mais que la Compagnie du Métropolitain avait pris toutes mesures utiles pour que cela ne se reproduisît plus. »

— [Anonyme], « AU METROPOLITAIN. La publicité sur les tickets », La Presse, 21 mars 1901.
Les publicités au dos des billets à l'unité apparraissent selon des périodes distinctes matérialisées dans le tableau ci-après par les codes couleur suivant : 1900 à 1902 ; année 1904 ; année 1905 ; 1912 à 1914.

#### Carte de circulation - permis de service

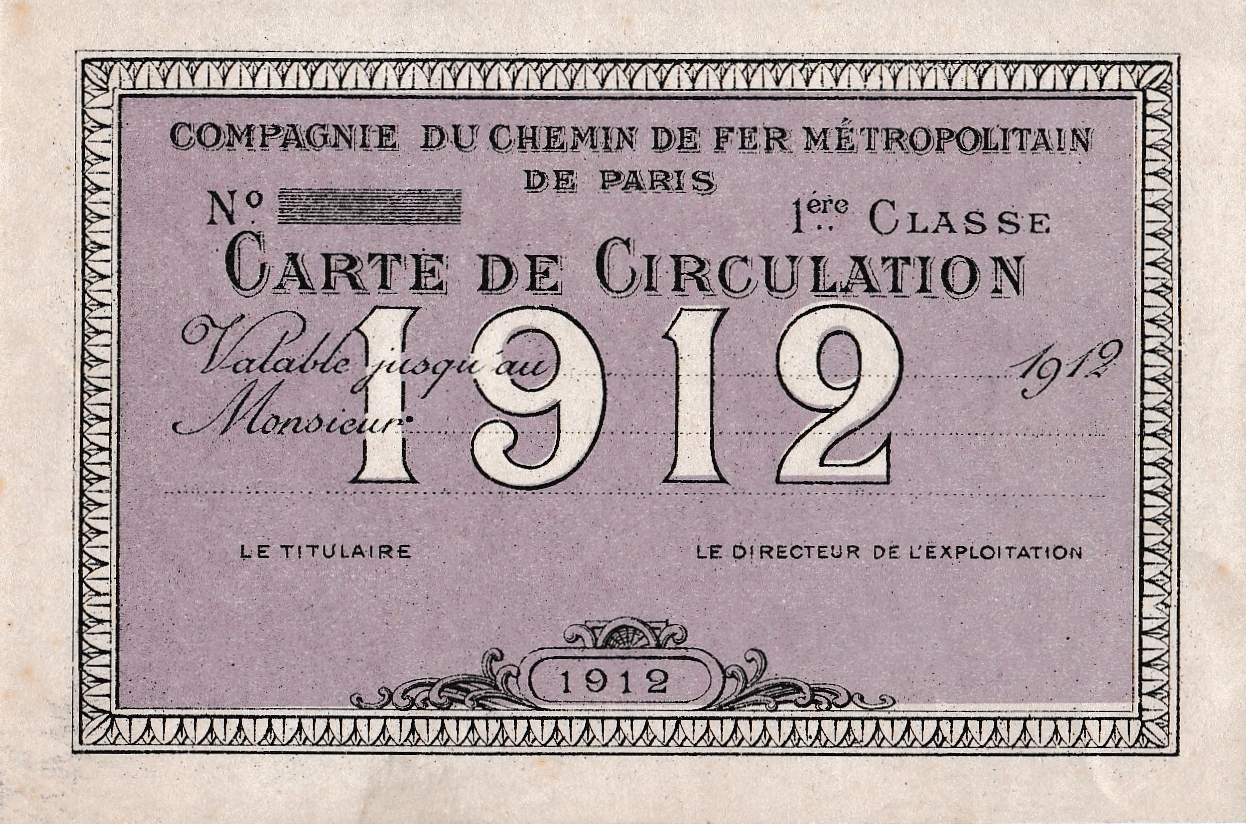
Permis de circulation 1912.

Pour certaines catégories d'agents de la Compagnie, les fonctionnaires ou agents du contrôle et de la surveillance de la voie ferrée, les personnes aveugles accompagnées d'un guide, etc. des cartes de circulation sont attribuées pour une période déterminée.
À l’occasion de l’ouverture de la ligne no 3 en octobre 1904, la Compagnie du Métropolitain organise des visites de la ligne pour le public munit d’un permis de service.

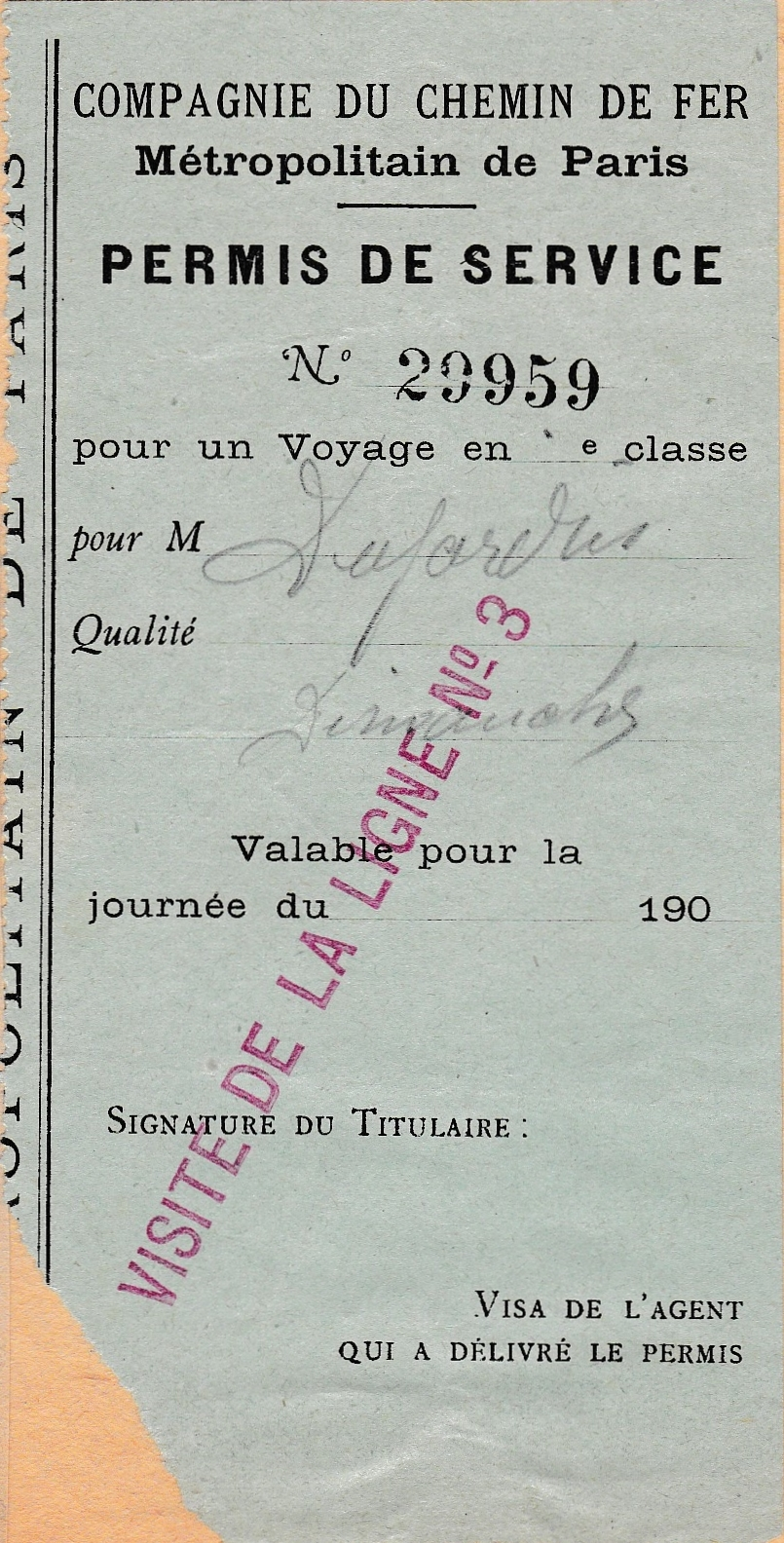
Permis de service distribué à l'occasion de la visite par le public de la ligne no 3 préalablement à son ouverture aux voyageurs.

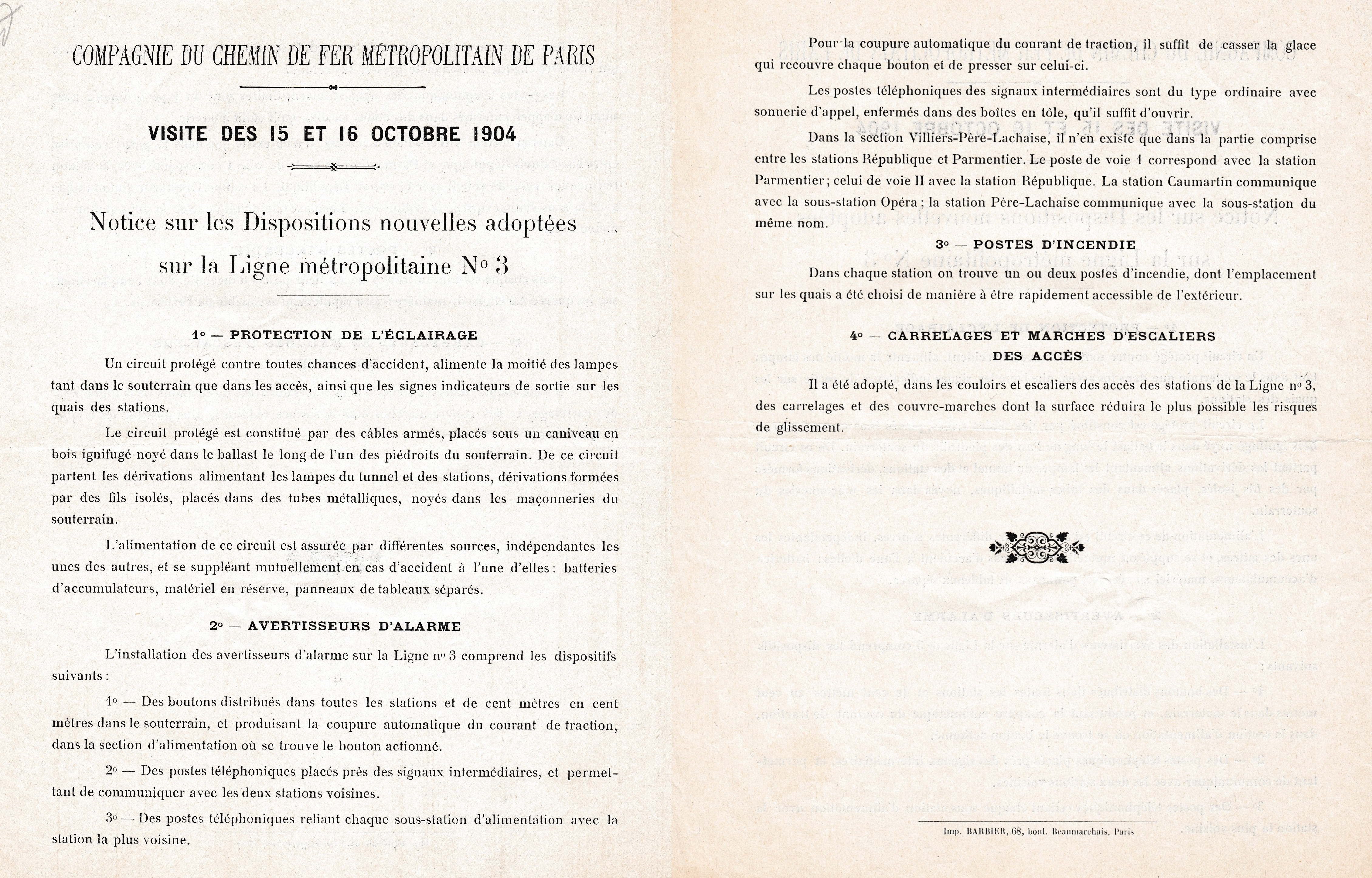
Dispositions de sécurité pour la visite des 15 et 16 octobre 1904 de la ligne no 3.

« La compagnie du Métropolitain organise, pour le samedi 15 et le dimanche 16 octobre, de trois à cinq heures de l'après-midi, une visite publique du souterrain de la nouvelle ligne métropolitaine entre deux stations, à partir de celle de l'Opéra. A cet effet, des cartes d'admission individuelle seront délivrées à partir de demain et jusqu'à jeudi prochain, de six heures du matin à midi, à la station de l'Opéra. Ces cartes donneront droit à une seule visite, soit le samedi, soit le dimanche. »

— Le Matin, 9 octobre 1904..

« C’est par milliers que se sont produites, depuis quarante-huit heures, les demandes de permis pour la visite du tunnel et des divers travaux de la ligne Courcelles-Opéra-Ménilmontant, avant la mise en exploitation de celle-ci. Le nombre des visiteurs qu’il était possible d’admettre à cette promenade souterraine étant déjà dépassé, la Compagnie du Métropolitain nous prie d’annoncer quo la distribution des cartes, qui devait être faite jusqu’à jeudi, cessera dès aujourd'hui. »

— Le Temps, 13 octobre 1904..

« Nous avons pu, grâce à l'amabilité de l'ingénieur en chef du service du mouvement, visiter la nouvelle ligne et nous rendre compte des améliorations multiples qui se rencontrent à chaque pas. (…) Aujourd'hui et demain, un public nombreux muni, comme il a été dit, de cartes distribuées gratuitement, va pouvoir, visiter ces importants travaux et circuler dans les spacieuses voitures de la nouvelle ligne. La Compagnie du Métropolitain porte à la connaissance du public que la visite de la ligne no 3, Courcelles-Ménilmontant, aura lieu samedi 15 et dimanche 16 de 2 h. 1/2 à 5 heures. Les personnes munies de cartes devront se présenter à la station Caumartin, au coin du boulevard Haussmann. »

— Le Petit Journal, 14 octobre 1904..

« Rappelons, enfin, une intéressante innovation que nous avons signalée hier. Les personnes munies de permis spéciaux délivrés il y a quelques jours seront admises à parcourir à pied la nouvelle ligne, entre deux gares, aujourd'hui et demain, de deux heures et demie à cinq heures. L'entrée s'effectuera par la station de Caumartin et la sortie par celle de l'Opéra. Les visiteurs seront guidés par des agents de la Compagnie, qui leur fourniront des explications sur lies dispositions nouvelles adoptées pour la ligne no 3, telles que : l'indépendance et la protection des circuits d'éclairage, les avertisseurs d'alarme, les postes d'incendie, le fonctionnement des signaux, le nouveau matériel des trains, etc. »

—  Le Journal, 14 octobre 1904. .

#### Fac-similé
« La fascination des enfants pour les chemins de fer avait tout de suite été exploitée par les fabricants de jouets : le métro entrera très vite dans la familles des trains miniatures… Les Grands Magasins du Louvre, à l’occasion des étrennes de 1905, lancent le premier métro-jouet français sur rails. (…) L’année suivante le Louvre ajoute une « charmante nouveauté » aux modèles de l’année précédente. Elle représente « un bureau de distribution des billets ainsi que l’éventaire de la marchande de journaux d’une gare du métropolitain avec tickets, monnaie, pince à perforer les billets, sifflet, journaux miniatures quotidiens et illustrés, et un choix de petits jouets » »

— Roger-Henri Guerrand, L’aventure du métropolitain, Paris, La découverte, 1986, p. 50.
|  | Billets réels (Tuilerie, Reuilly) comparés aux fac-similés |

Ces fac-similés présentent des anomalies au regard des billets réels :
- l'indication de l'heure présente un seul caractère (« 7 » et « 4 ») au lieu de deux. Au surplus, l'indication « 4 » qui correspondrait à « 04 », soit 4 heures du matin, est impossible puisque le métro ne circule pas à cette heure-là.
- les deux traces de molette verticales et médianes sur le billet aller-retour n'est pas conforme aux deux larges lignes verticales violette imprimées sur la moitié droite du billet réel aller-retour.

### Société du chemin de fer électrique souterrain Nord-Sud de Paris

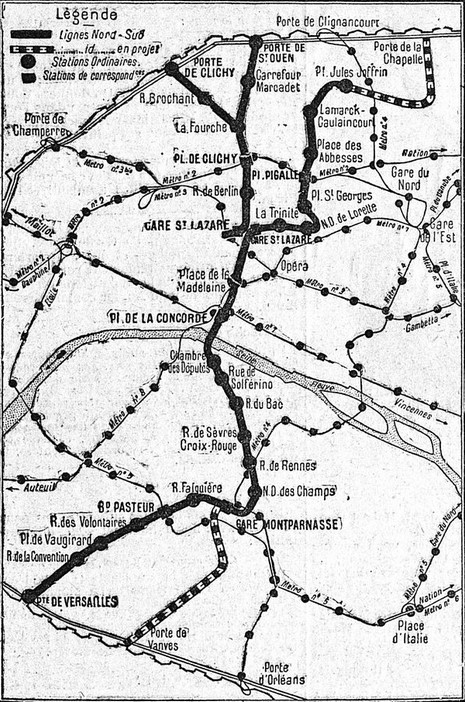
Le Figaro, 5 novembre 1910.

La ligne A du Nord-Sud est inaugurée le vendredi 4 novembre 1910 à 14 heures 30, le train inaugural partant de la station Notre-Dame-de-Lorette. La ligne est ouverte au public le lendemain 5 novembre, de Porte de Versailles à Notre-Dame de Lorette.

Les titres de transport du Nord-Sud couvrent la période allant du 5 novembre 1910 (309e jour de l'année) au 31 décembre 1929.

Vraisemblablement le Nord-Sud utilise la même machine « Appareil contrôleur » que la CMP pour imprimer ses billets.

Alors que les voitures de la CMP sont rouge pour la 1re classe et verte pour la 2e classe, celles du NORD-SUD sont jaune avec extrémités rouges pour la 1re classe et grise avec extrémités bleues pour la 2e classe ; est-ce un code visuel pour monter dans la voiture de même couleur que le billet ? En effet celui-ci, tout au moins pour les billets à l’unité, est jaune en première et gris en seconde.

Il convient de noter que :
- le NORD-SUD et le METROPOLITAIN assuraient entre eux la correspondance ;
- les tarifs étaient identiques ;
- si les billets du NORD-SUD étaient valables pour une correspondance sur le METROPOLITAIN et vice-versa, les billets de carnet du NORD-SUD ne pouvaient pas être validés pour un trajet commençant à une station du METROPOLITAIN et réciproquement.

Chaque station, et les différents bureaux de recette, porte un numéro selon un ordre croissant d'un terminus à l'autre pour chacune des deux lignes (A et B). « Cette numérotation est sud-nord parce que les travaux ont commencé à la Porte de Versailles et que le terminus nord n’était que provisoire (N.D. de Lorette, puis Jules Joffrin). »

#### Billet à l’unité
Les billets sont au format Edmondson.
Le texte imprimé est rédigé verticalement donnant les indications suivantes :
|           | Billet              | Observation                                                                        |
| --------- | ------------------- | ---------------------------------------------------------------------------------- |
| 1re ligne | « NORD-SUD »        |                                                                                    |
| 2e ligne  | JJJ AA HH           | Quantième de l’année, Année, Heure                                                 |
| 3e ligne  | Nom de la station   |                                                                                    |
| 4e ligne  | n° de la station    |                                                                                    |
| 5e ligne  | « Valable le jour   |                                                                                    |
| 6e ligne  | de l’émission »     |                                                                                    |
| 7e ligne  | «.. Classe - » prix | prix : 1re classe (0,25 f), 2e classe (0,15 f), aller-retour en 2e classe (0,20 f) |
| 8e ligne  | n° du billet        | n° de 00001 à 00000 qui signifie 100000                                            |

##### Billet de secours

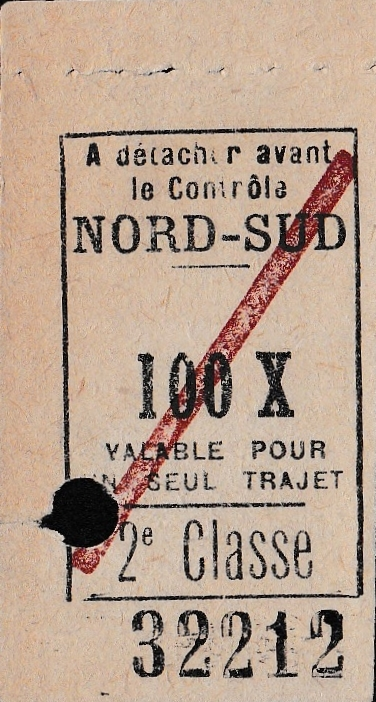
Billet secours.
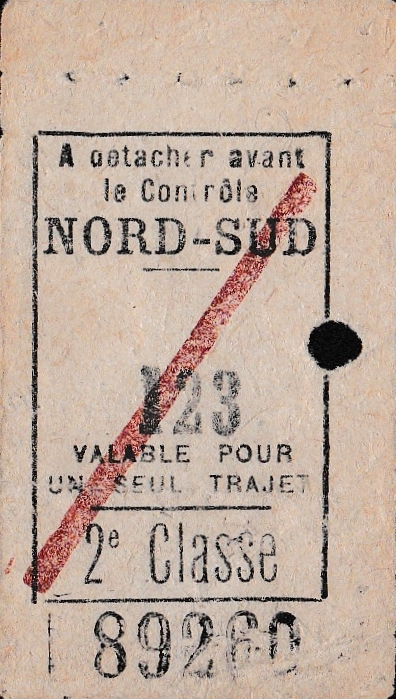
Billet secours.

Imprimé sur papier blanc barré d'une bande diagonale rouge en 2e classe et sans bande en 1re classe, le billet de secours est émis par toutes les stations, toutefois il existe un modèle portant le code « 100 - X »,.

##### Billet de réserve
« Certains billets ont été émis avec l'indicatif « 100 ». Il s'agissait alors de billets de réserve susceptibles d'être vendus dans n'importe quelle station. »

##### billet spécial

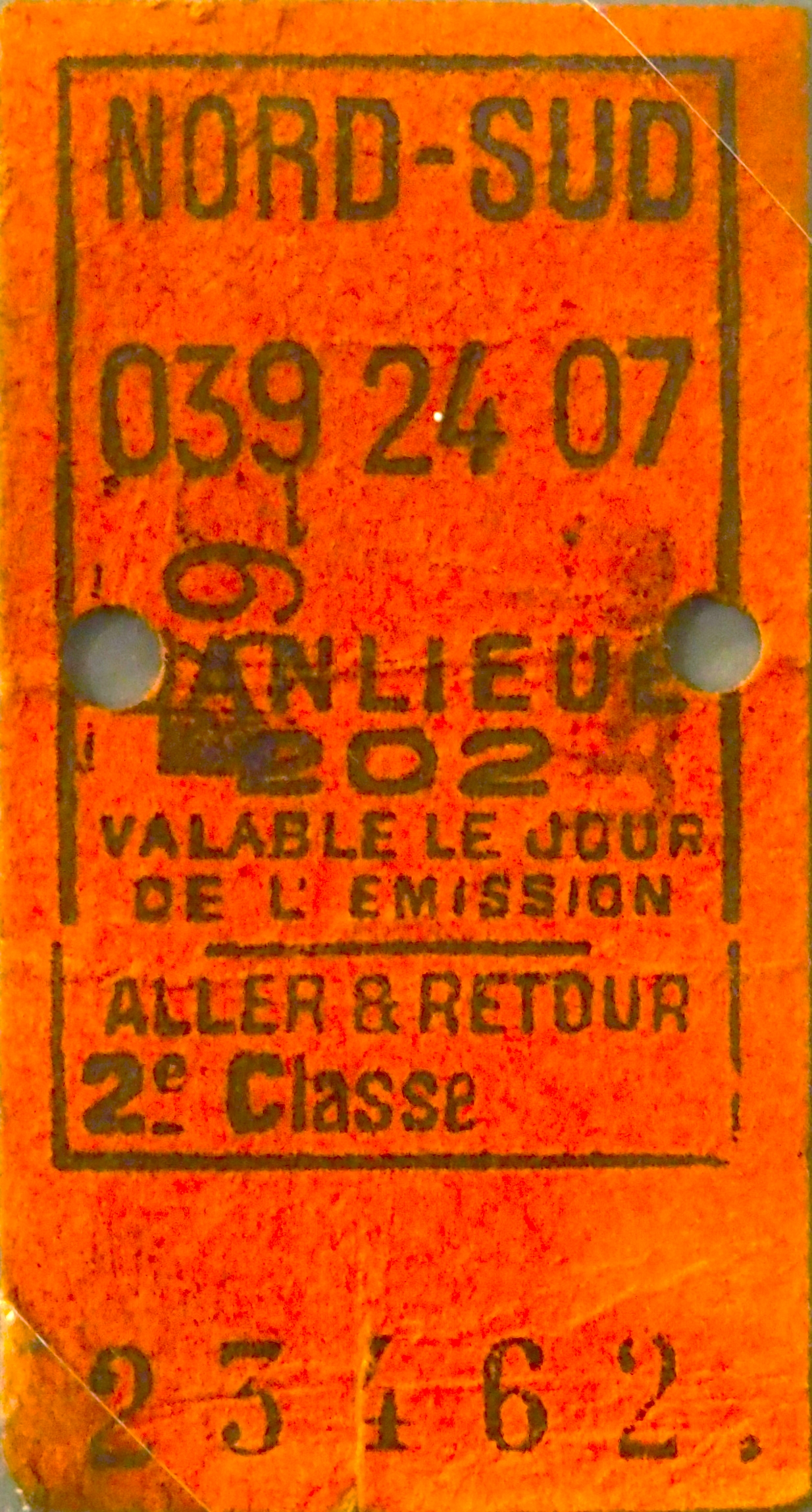
Billet aller-retour émis le 39e jour de l'année 1924, soit le vendredi 8 février 1924 à 7 heures du matin.
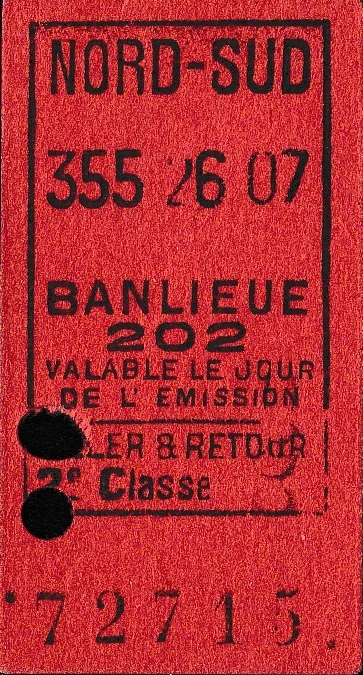
Billet aller-retour émis le 355e jour de l'année 1926, soit le mardi 21 décembre 1926 à 7 heures du matin.

Billet imprimé à la station Liège (code « 202 ») pour être vendu par certaines gares du chemin de fer de la banlieue Saint-Lazare afin d'éviter l'attente aux guichets Nord-Sud de la gare St Lazare, d'où l'indicatif « BANLIEUE » remplaçant le nom de la station,.

#### Incident - particularité

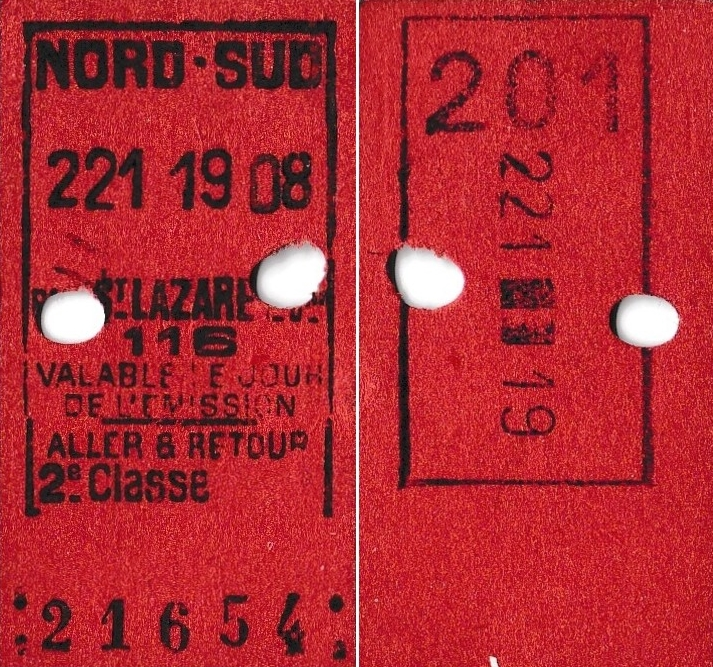
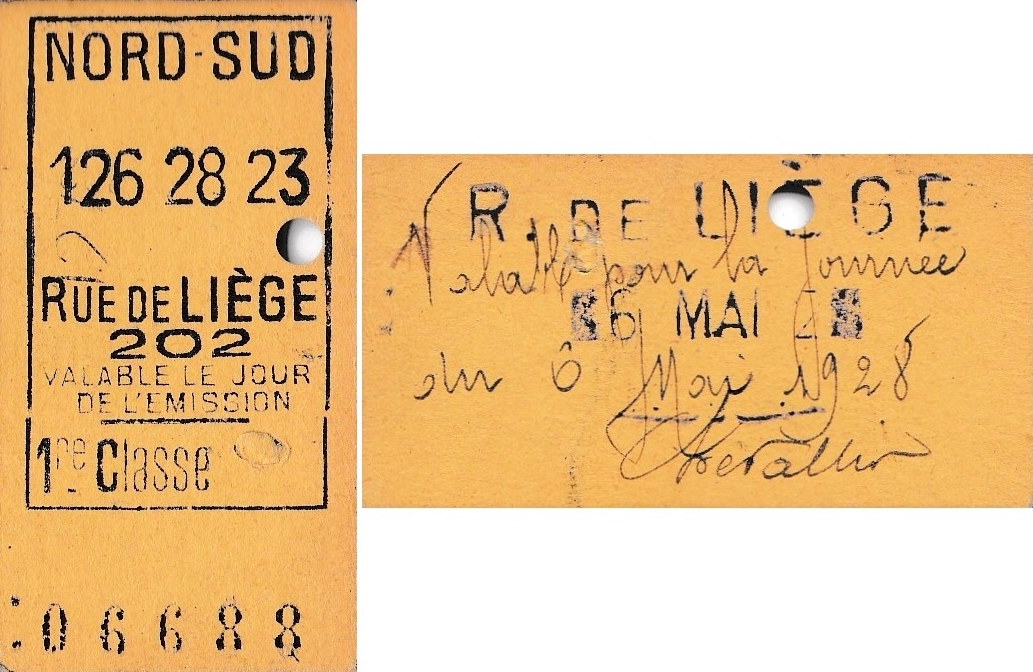

Le billet aller-retour de 1919 est émis le 221e jour de l'année, soit le samedi 9 août 1919, par le 1er bureau de recette de la station gare St LAZARE (code 116), puis validé le même jour par le 2d bureau de la même station (code 201). Vraisemblablement, la machine émettrice de billets du 2d bureau de recette était-elle en panne et receveuse a-t-elle jugé plus expédient d’utiliser un billet du 1er bureau tamponné du cachet du 2d d’autant que les deux bureaux sont situés côte à côte dans la station.

Le billet de 1re classe de 1928 est émis le 126e jour de l'année, soit le samedi 5 mai 1928, à la station LIÈGE mais validé le lendemain 6 mai 1928 à la même station.

#### Billet de carnet & supplément
Les billets de carnet sont au format Edmondson allongé de 5 à 12 mm. Dans les premiers types ils se lisent horizontalement, dans les suivants horizontalement.
Comme à la CMP en 1911, les billets de carnet du Nord-Sud sont émis sans limitation de validité. Ils comportent l'indication du prix sur le billet. À la différence de la CMP, les billets de carnet du Nord-Sud ne présentent pas de fond de sécurité.

#### Billet événementiel
« Le Nord-Sud, dont la station terminus « Porte de Versailles » dessert le champ d'aviation d'Issy-les-Moulineaux, mettra en service, le dimanche 21 mai, à partir de trois heures du matin, des trains spéciaux (aux prix de 0 fr. 30 en deuxième classe et 0 fr. 50 en première classe) permettant aux voyageurs d'assister au départ de la course d’aéroplanes Paris-Madrid. »

— Le Matin, 21 mai 1911.

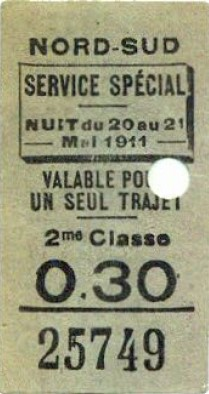
20-21 mai 1911.

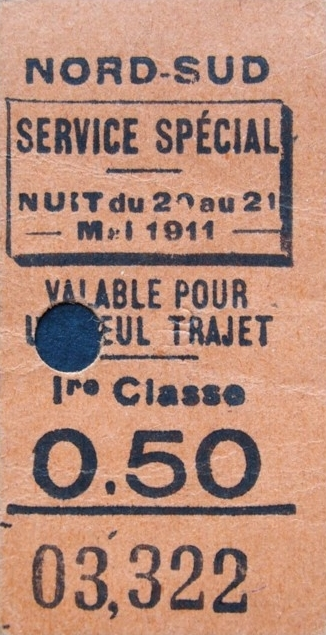
20-21 mai 1911.

Le tarif de ces tickets est le double du tarif normal.

Outre le Nord-Sud, les compagnies d'autobus et de tramway organisent un service spécial ou renforce le service existant pour transporter également des voyageurs désirant se rendre sur le champ d'aviation d’Issy-les-Moulineaux.

#### Billet militaire
Les indications supra s'agissant de la CMP s'appliquent également au Nord-Sud.

#### Perception supplémentaire
Pour les différentes catégories de perception supplémentaire, voir supra les mêmes catégories de la CMP.

#### Publicité
Les publicités au dos des billets de carnet apparaissent à partir de 1920.

#### Fac-similé
« Quel crédit faut-il accorder aux billets « Garantie contre les accidents » décrits par le professeur Wiener de l'université de Bruxelles dans son ouvrage sur « Les titres de transport » (Dunod) ? C'est un billet de papier constituant une enveloppe au format Edmondson - allongée d'un rabat de même grandeur. Il est imprimé noir sur bleu.

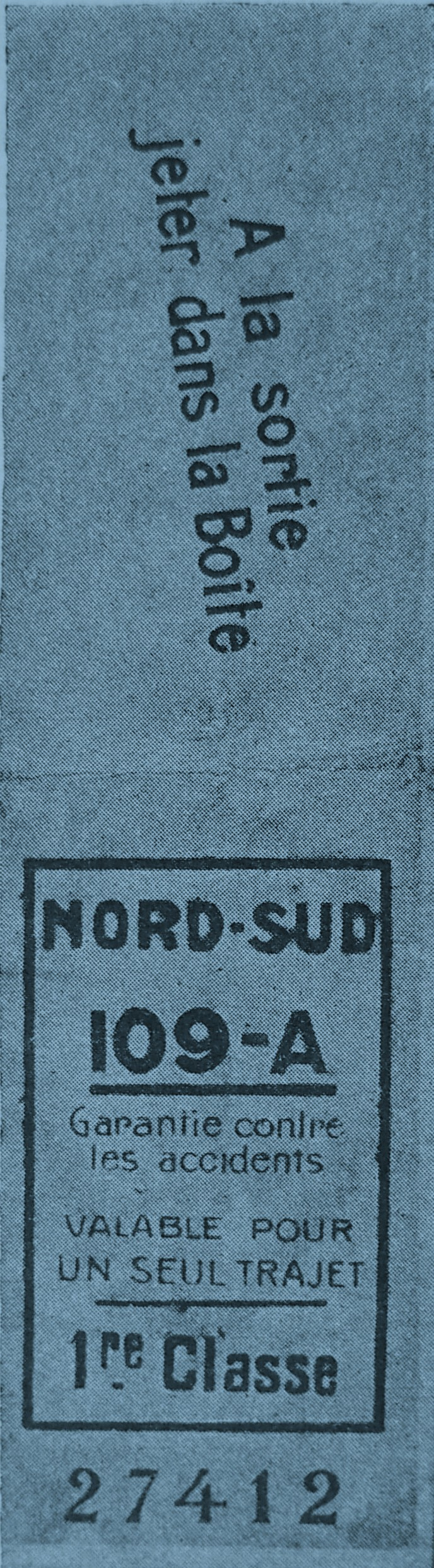
Billet fac-similé.

« Le chemin de fer du Nord-Sud de Paris - écrit le professeur Wiener - fournissaient des tickets contenus dans une enveloppe particulière qui constituait, elle-même, une police d'assurance. »

Nous émettons, quant à nous, des réserves sur cette éventualité.

En effet, outre que la mise en pochette d’un ticket dans un autre nécessite une manipulation irrationnelle, la mention « A la sortie jetée dans la boîte » est typique des billets de Métropolitain mais ne figuraient pas sur les billets Nord-Sud.

Enfin nous avons vu un autre billet que celui de produit dans l'ouvrage du professeur Wiener :

il porte le numéro de station 610 X - qui n'existait pas - mais par contre le même numéro du billet 27412 que le précédent.

Vers 1930 s'épanouissait une floraison de porte tickets soit métallique soit en maroquinerie avec un emplacement pour les carnets de métros et un autre pour cette nouveauté : les carnets de tramways ou d'autobus.

Des fac-similés légèrement fantaisistes indiquaient au chaland l'utilisation de chaque emplacement.

Nous pensons que c'est l'un de ces pastiches qui a donné lieu à la légende de la « Garantie entre les accidents ». »

— J. Le Gendre, Bulletin ésitériophile, no 19 (bibliographie).

### Changement de nom de stations et erreurs typographiques
À l'origine, le nom des stations reflète soit le nom des places/rues où elles sont implantées (stations Champs-Élysées, Porte de Vincennes, Place de la Nation, Place de la Bastille, Place de Étoile, Porte Dauphine, Place du Trocadéro, Place Victor Hugo), soit celles adjacentes lorsque des stations successives sont implantées sous la même rue (rue de Rivoli → stations Rue du Louvre et place de la Concorde ; av. des Champs-Élysées → stations Rue Marbeuf et Av. de l'Alma), soit des monuments (stations Châtelet, Tuileries, Palais-Royal) ou administration/service public (stations Hôtel de ville, gare de Lyon) proches.
Au fil du temps, le nom de certaines stations (déjà ouvertes au public ou projetées pour une ligne en construction) est modifié pour diverses raisons (décision symbolique [R. d'Allemagne → Jaurès, R. de Berlin → R. de Liège], évocation de personnalités [R. de Vaugirard → Pasteur, Av. de l'Alma → George V], adaptation aux rues du quartier, correspondance entre deux lignes, etc.).
La presse se fait l'écho, parfois de manière ironique, du nom des stations et de leur modification.
Des erreurs typographiques se glissent parfois dans le libellé du nom de stations

### Ticket de métro et art populaire
Le ticket de métro et les agents de contrôle ont fait l'objet de représentation soit dans les journaux soit, de manière humoristique, de cartes postales.

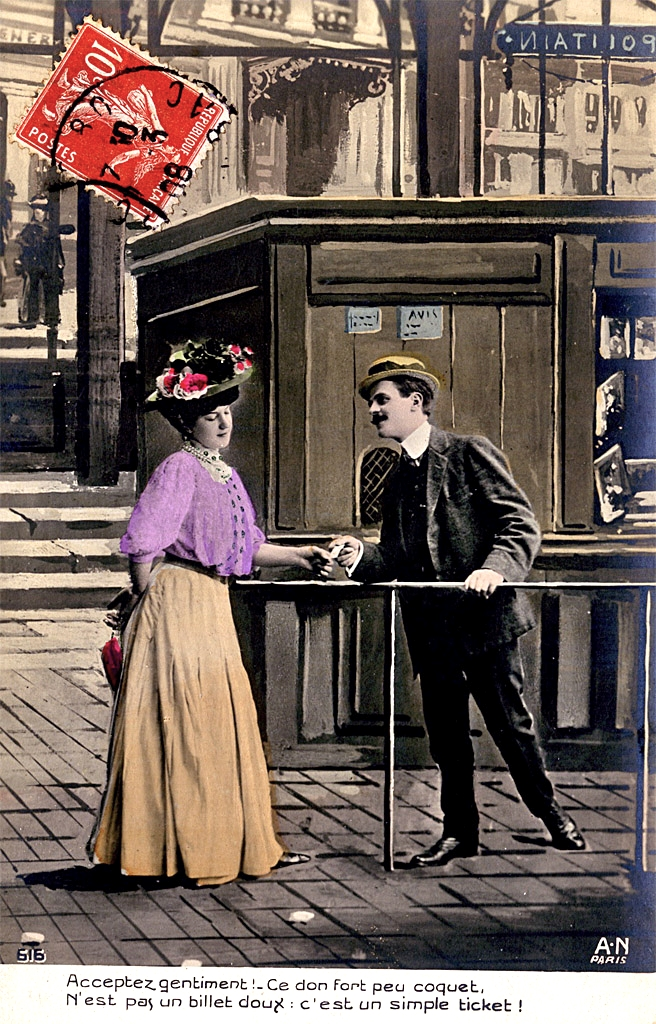
carte postale ancienne (1908)
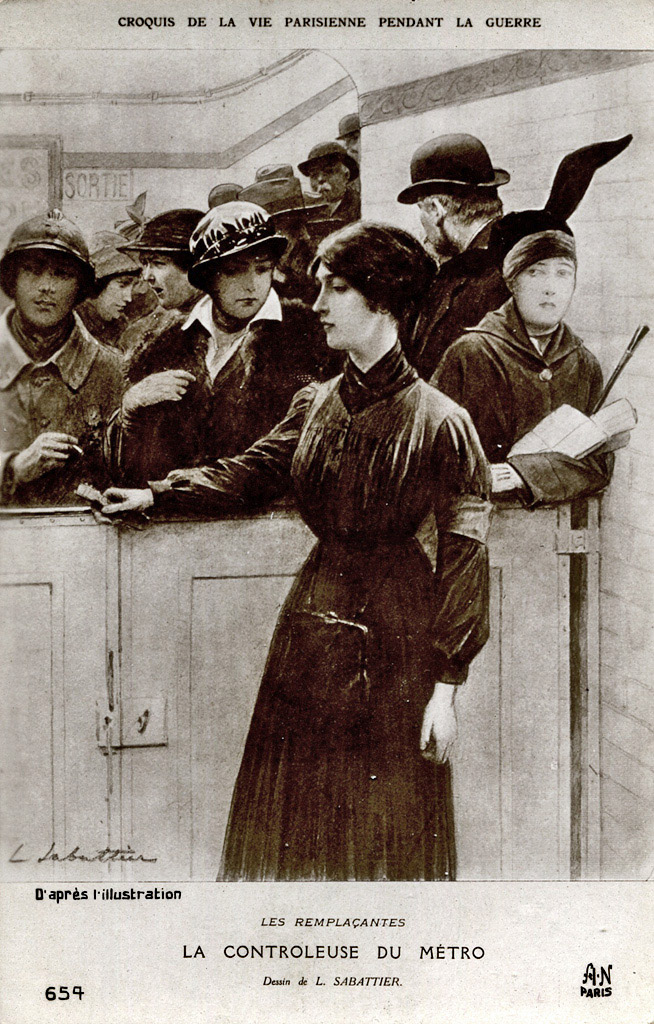
carte postale ancienne (1915)

Le ticket de métro a également été utilisé pour réaliser des objets de la vie quotidienne.

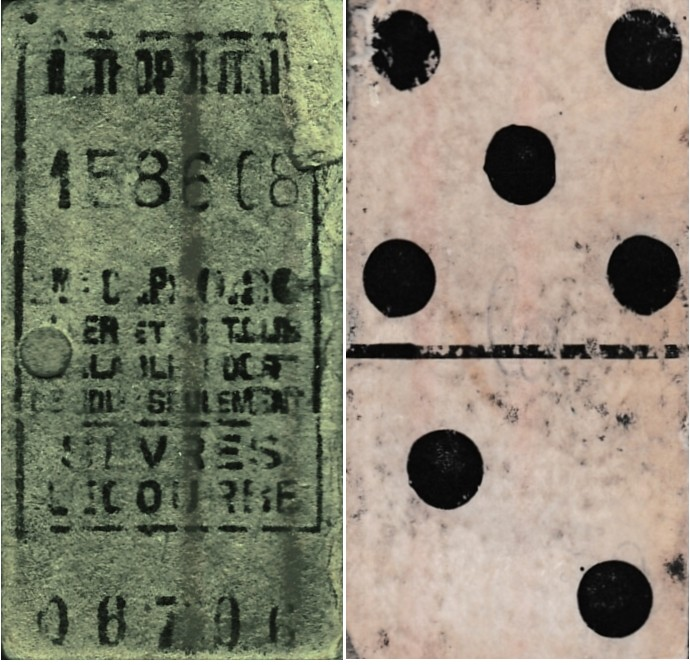
domino (1916)[note 29]